# Inkigayo
Inkigayo (tiếng Hàn Quốc: SBS 인기가요; phiên âm Inkigayo, Hán-Việt: "Nhân khí ca giao", tên mới The Music Trend, tên cũ Popular Song) là một chương trình âm nhạc của Hàn Quốc do SBS phát sóng trực tiếp vào 15:40 (KST) các ngày Chủ nhật. Chương trình có sự tham gia biểu diễn của những nghệ sĩ mới và nổi tiếng nhất Hàn Quốc. Chương trình được phát sóng từ SBS Open Hall tại Deungchon-dong, Gangseo-gu, Seoul.

## Lịch sử
Inkigayo được phát sóng lần đầu tiên với tên gọi SBS Popular Song vào năm 1991 dưới dạng một chương trình bảng xếp hạng, nhưng đã bị hủy bỏ vào mùa thu năm 1993. Chương trình sau đó được phục hồi vào năm 1998 vẫn với tên gọi và format cũ. Năm 2003, hệ thống bảng xếp hạng được thay thể bởi Take 7 với 7 nghệ sĩ nổi tiếng nhất trong tuần và người chiến thắng sẽ nhận được giải thưởng Mutizen Song.
Mùa xuân năm 2007, chương trình chuyển sang phát sóng trực tiếp với mục đính tăng lượng người xem, đồng thời đổi tên tiếng Anh của mình thành The Music Trend. Ngày 2 tháng 11 năm 2008, chương trình đổi thời gian phát sóng từ 3:20 đến 4:10 chiều các ngày Chủ nhật cũng nhằm tăng lượng người xem. Mùa xuân năm 2010, chương trình tăng thời lượng lên 70 phút và bắt đầu từ 3:50 chiều các ngày Chủ nhật.
Ngày 10 tháng 7 năm 2012, SBS thông báo rằng hệ thống Take 7 và giải thưởng Mutizen Song sẽ bị hủy bỏ bắt đầu từ ngày 15 tháng 7 năm 2012.
Ngày 3 tháng 3 năm 2013, chương trình công bố sự quay trở lại của hệ thống bảng xếp hạng với Inkigayo Chart bắt đầu từ ngày 17 tháng 3 năm 2013. Bảng xếp hạng mới có sự kết hợp với bảng xếp hạng Gaon của Hiệp hội Ngành công nghiệp Âm nhạc Hàn Quốc.
Bắt đầu từ ngày 9 tháng 8 năm 2020, SBS Inkigayo sẽ liên tục mời các MC đặc biệt bằng cách tung ảnh Special MC Crew của các MC thay thế các MC chính sau khi họ rời đi.

## Nội dung

### Super Rookie
Hàng tuần, một nghệ sĩ mới sẽ biểu diễn trực tiếp trên sân khấu. Đến cuối tháng, một "Super Rookie" sẽ được bình chọn thông qua trang chủ của The Music Trend. Hoạt động này dừng lại vào cuối năm 2010.

2008
- Tháng 4 - Peter (피터)
- Tháng 5 - Deb (뎁)
- Tháng 6 - NAVI
- Tháng 7 - H7
- Tháng 8 - TGUS
- Tháng 9 - 2AM
- Tháng 10 - Symmetry
- Tháng 11 - IU
- Tháng 12 - XING

2009
- Tháng 1 - ZY
- Tháng 2 - Achtung (악퉁)
- Tháng 3 - Maydoni (메이다니)
- Tháng 4 - JUMPER
- Tháng 5 - AJ
- Tháng 6 - Answer
- Tháng 7 - SOOLj (술제이)
- Tháng 8 - 4Minute
- Tháng 9 - Supreme Team
- Tháng 10 - B2Y
- Tháng 11 - SHU-I
- Tháng 12 - BEAST

2010
- Tháng 1 - Jung Suk (정석)
- Tháng 2 - Shaun L (션엘)
- Tháng 3 - MIJI (미지)
- Tháng 6 - Kim Yeo-hee (김여희)
- Tháng 7 - Ari (아리)
- Tháng 8 - Teen Top
- Tháng 9 - Go Eun (고은)
- Tháng 10 - Bohemian (보헤미안)
- Tháng 11 - Bebe Mignon (베베미뇽)
- Tháng 12 - One Way

### Bảng xếp hạng âm nhạc trực tuyến
Có tên cũ là Mobile Ranking, bảng xếp hạng âm nhạc trực tuyến (Digital Music Charts) cho thấy mức độ nổi tiếng của các bài hát thông qua số lượt tải về trên điện thoại cũng như trên các trang web âm nhạc. Hàng tuần, bảng xếp hạng này được công bố bởi một người dẫn chương trình khách mời. Hoạt động này kết thúc vào giữa năm 2009.

### Các bài hát chiến dịch
Nhiều nghệ sĩ đã thể hiện những bài hát chiến dịch nhằm tăng nhận thức về một vấn đề nào đó, chẳng hạn như lái xe an toàn, uống sữa, vấn đề vi phạm bản quyền cũng như nhiều sự kiện khác.

### Take 7
Take 7 là nội dung chính của The Music Trend. Hàng tuần, 7 bài hát nổi tiếng nhất sẽ được biểu diễn. Cuối chương trình, giải thưởng Mutizen Song ("Mutizen" là sự kết hợp của "music" (âm nhạc) và "netizen" (cư dân mạng)) sẽ được trao cho bài hát chiến thắng. Hệ thống này đã thay thế bảng xếp hạng đếm ngược được sử dụng trong hầu hết các chương trình âm nhạc. Một bài hát chỉ có thể chiến thắng 3 lần. Hệ thống này bị hủy bỏ vào ngày 10 tháng 7 năm 2012.

#### Quán quân

##### 1998
Tháng 2
- 1998.02.01 - Turbo1st - 회상 (December)1st
- 1998.02.08 - Turbo2nd - 회상 (December)2nd
- 1998.02.15 - Turbo3rd - 회상 (December)3rd
- 1998.02.22 - S.E.S.1st - I'm Your Girl1st

Tháng 3
- 1998.03.01 - S.E.S.2nd - I'm Your Girl2nd
- 1998.03.08 - Park Jin-young1st - HONEY1st
- 1998.03.15 - Park Jin-young2nd - HONEY2nd
- 1998.03.22 - Shin Seung-hoon1st - 지킬수 없는 약속 (A Promise I Can't Follow)1st
- 1998.03.29 - Shin Seung-hoon2nd - 지킬수 없는 약속 (A Promise I Can't Follow)2nd

Tháng 4
- 1998.04.05 - Shin Seung-hoon3rd - 지킬수 없는 약속 (A Promise I Can't Follow)3rd
- 1998.04.12 - S.E.S.3rd - Oh, My Love1st
- 1998.04.19 - COOL1st - 애상 (Sorrow)1st
- 1998.04.26 - COOL2nd - 애상 (Sorrow)2nd

Tháng 5
- 1998.05.03 - COOL3rd - 애상 (Sorrow)3rd
- 1998.05.10 - COOL4th - 애상 (Sorrow)4th
- 1998.05.17 - Im Chang-jung1st - 별이 되어 (Be A Star)1st
- 1998.05.24 - Im Chang-jung2nd - 별이 되어 (Be A Star)2nd
- 1998.05.31 - Không phát sóng

Tháng 6
- 1998.06.07 - Yu Seung-jun1st - 나나나 (Na Na Na)1st
- 1998.06.14 - Yu Seung-jun2nd - 나나나 (Na Na Na)2nd
- 1998.06.21 - Yu Seung-jun3rd - 나나나 (Na Na Na)3rd
- 1998.06.28 - Yu Seung-jun4th - 나나나 (Na Na Na)4th

Tháng 7
- 1998.07.05 - DIVA1st - 왜 불러 (Why Do U Call Me)1st
- 1998.07.12 - Kim Min-jong1st - 착한 사랑 (Sincere Love)1st
- 1998.07.19 - Kim Min-jong2nd - 착한 사랑 (Sincere Love)2nd
- 1998.07.26 - Kim Hyun-jung1st - 그녀와의 이별 (Breakup With Her)1st

Tháng 8
- 1998.08.02 - Yu Seung-jun5th - 나나나 (Na Na Na)5th
- 1998.08.09 - Kim Hyun-jung2nd - 그녀와의 이별 (Breakup With Her)2nd
- 1998.08.16 - Kim Hyun-jung3rd - 그녀와의 이별 (Breakup With Her)3rd
- 1998.08.23 - Kim Hyun-jung4th - 그녀와의 이별 (Breakup With Her)4th
- 1998.08.30 - Sechs Kies1st - Road Fighter1st

Tháng 9
- 1998.09.06 - Fin.K.L1st - 내 남자친구에게 (To My Boyfriend)1st
- 1998.09.13 - Fin.K.L2nd - 내 남자친구에게 (To My Boyfriend)2nd
- 1998.09.20 - Kim Hyun-jung5th - 혼자한 사랑 (Lonely Love)1st
- 1998.09.27 - Sechs Kies2nd - 무모한 사랑 (Reckless Love)1st

Tháng 10
- 1998.10.04 - Uhm Jung-hwa1st - 포이즌 (Poison)1st
- 1998.10.11 - Sechs Kies3rd - 무모한 사랑 (Reckless Love)2nd
- 1998.10.18 - H.O.T.1st - 열맞춰 (Line Up)1st
- 1998.10.25 - Không phát sóng

Tháng 11
- 1998.11.01 - H.O.T.2nd - 열맞춰 (Line Up)2nd
- 1998.11.08 - Turbo4th - 애인이 생겼어요 (I Got a Girlfriend)1st
- 1998.11.15 - Fin.K.L3rd - 루비 (Ruby)1st
- 1998.11.22 - Fin.K.L4th - 루비 (Ruby)2nd
- 1998.11.29 - H.O.T.3rd - 빛 (Hope)1st

Tháng 12
- 1998.12.06 - H.O.T.4th - 빛 (Hope)2nd
- 1998.12.13 - H.O.T.5th - 빛 (Hope)3rd
- 1998.12.20 - Sechs Kies4th - 커플 (Couple)1st
- 1998.12.27 - Không phát sóng

##### 1999
Tháng 1
- 1999.01.03 - Sechs Kies5th - 커플 (Couple)2nd
- 1999.01.10 - S.E.S.4th - Dreams Come True1st
- 1999.01.17 - Turbo5th - X1st
- 1999.01.24 - 1TYM1st - 1TYM1st
- 1999.01.31 - S.E.S.5th - 너를 사랑해 (I Love You)1st

Tháng 2
- 1999.02.07 - 1TYM2nd - 1TYM2nd
- 1999.02.14 - 1TYM3rd - 1TYM3rd
- 1999.02.21 - Không phát sóng
- 1999.02.28 - S.E.S.6th - 너를 사랑해 (I Love You)2nd

Tháng 3
- 1999.03.07 - S.E.S.7th - 너를 사랑해 (I Love You)3rd
- 1999.03.14 - Roo'ra1st - 기도 (Good)1st
- 1999.03.21 - Roo'ra2nd - 기도 (Good)2nd
- 1999.03.28 - Roo'ra3rd - 기도 (Good)3rd

Tháng 4
- 1999.04.04 - Kim Hyun-jung6th - 되돌아온 이별 (Separation Can Come Back)1st
- 1999.04.11 - Kim Hyun-jung7th - 되돌아온 이별 (Separation Can Come Back)2nd
- 1999.04.18 - Kim Min-jong3rd - 비원 (one's earnest prayer)1st
- 1999.04.25 - Kim Min-jong4th - 비원 (one's earnest prayer)2nd

Tháng 5
- 1999.05.02 - Im Chang-jung3rd - Love Affair1st
- 1999.05.09 - Yu Seung-jun6th - 열정 (Passion)1st
- 1999.05.16 - Yu Seung-jun7th - 열정 (Passion)2nd
- 1999.05.23 - Không phát sóng
- 1999.05.30 - Yu Seung-jun8th - 열정 (Passion)3rd

Tháng 6
- 1999.06.06 - Yu Seung-jun9th - 열정 (Passion)4th
- 1999.06.13 - Fin.K.L5th - 영원한 사랑 (Forever Love)1st
- 1999.06.20 - Fin.K.L6th - 영원한 사랑 (Forever Love)2nd
- 1999.06.27 - Fin.K.L7th - 영원한 사랑 (Forever Love)3rd

Tháng 7
- 1999.07.04 - Shinhwa1st - T.O.P1st
- 1999.07.11 - Yu Seung-jun10th - 슬픈 침묵 (Sad Silence)1st
- 1999.07.18 - Shinhwa2nd - T.O.P2nd
- 1999.07.25 - Uhm Jung-hwa2nd - 몰라 (I Don't Know)1st

Tháng 8
- 1999.08.01 - Fin.K.L8th -자존심 (Pride)1st
- 1999.08.08 - Country Kko Kko1st - 일심 (One Heart)1st
- 1999.08.15 - Shinhwa3rd - Yo!1st
- 1999.08.22 - Shinhwa4th - Yo!2nd
- 1999.08.29 - Baby V.O.X.1st - Get Up1st

Tháng 9
- 1999.09.05 - Park Ji-yoon1st - 가버려 (Go Away)1st
- 1999.09.12 - Sechs Kies6th - Com' Back1st
- 1999.09.19 - Sechs Kies7th - Com' Back2nd
- 1999.09.26 - Sechs Kies8th - Com' Back3rd

Tháng 10
- 1999.10.03 - H.O.T.6th - 아이야 (I Yah)1st
- 1999.10.10 - H.O.T.7th - 아이야 (I Yah)2nd
- 1999.10.17 - Không phát sóng
- 1999.10.24 - H.O.T.8th - 아이야 (I Yah)3rd
- 1999.10.31 - Baby V.O.X.2nd - Killer1st

Tháng 11
- 1999.11.07 - Sechs Kies9th - 예감 (Premonition)1st
- 1999.11.14 - Jo Sung-mo1st - For Your Soul1st
- 1999.11.21 - Sechs Kies10th - 예감 (Premonition)2nd
- 1999.11.28 - Lee Jung-hyun1st - 와 (Wa)1st

Tháng 12
- 1999.12.05 - Lee Jung-hyun2nd - 와 (Wa)2nd
- 1999.12.12 - Fin.K.L9th - To My Prince1st
- 1999.12.19 - Yu Seung-jun11th - 비전 (Vision)1st
- 1999.12.26 - Yu Seung-jun12th - 비전 (Vision)2nd

##### 2000
January 
- 2000.01.02 - Yu Seung-jun13th - 비전 (Vision)3rd
- 2000.01.09 - g.o.d1st - 사랑해 그리고 기억해 (Love and Memory)1st
- 2000.01.16 - Lee Jung-hyun3rd - 바꿔 (Change)1st
- 2000.01.23 - S.E.S.8th - Twilight Zone1st
- 2000.01.30 - SKY1st - 영원 (Forever)1st

Tháng 2
- 2000.02.06 - Không phát sóng
- 2000.02.13 - Yu Seung-jun14th - 연가 (Love Song)1st
- 2000.02.20 - Yu Seung-jun15th - 연가 (Love Song)2nd
- 2000.02.27 - Jo Sung-mo2nd - 가시나무 (Thorn Tree)1st

Tháng 3
- 2000.03.05 - g.o.d2nd - 애수 (Sorrow)1st
- 2000.03.12 - g.o.d3rd - 애수 (Sorrow)2nd
- 2000.03.19 - g.o.d4th - 애수 (Sorrow)3rd
- 2000.03.26 - Im Chang-jung4th - 나의 연인 (My Lover)1st

Tháng 4
- 2000.04.02 - Im Chang-jung5th - 나의 연인 (My Lover)2nd
- 2000.04.09 - g.o.d5th - Friday Night1st
- 2000.04.16 - g.o.d6th - Friday Night2nd
- 2000.04.23 - g.o.d7th - Friday Night3rd
- 2000.04.30 - Chakra1st - 한 (Hate)1st

Tháng 5
- 2000.05.07 - Kim Min-jong5th - 왜 (Why)1st
- 2000.05.14 - Kim Min-jong6th - 왜 (Why)2nd
- 2000.05.21 - Kim Min-jong7th - 왜 (Why)3rd
- 2000.05.28 - Không phát sóng

Tháng 6
- 2000.06.04 - 1TYM4th - One Love1st
- 2000.06.11 - Baek Ji-young1st - Dash1st
- 2000.06.18 - Baek Ji-young2nd - Dash2nd
- 2000.06.25 - J1st - 어제처럼 (Like Yesterday)1st

Tháng 7
- 2000.07.02 - Kim Hyun-jung8th - 멍 (Bruise)1st
- 2000.07.09 - Shinhwa5th - Only One1st
- 2000.07.16 - Shinhwa6th - Only One2nd
- 2000.07.23 - Country Kko Kko2nd - 오! 가니 (Kiss)1st
- 2000.07.30 - Country Kko Kko3rd - 오! 가니 (Kiss)2nd

Tháng 8
- 2000.08.06 - Lee Jung-hyun4th - 너 (You)1st
- 2000.08.13 - Lee Jung-hyun5th - 너 (You)2nd
- 2000.08.20 - Baek Ji-young3rd - Sad Salsa1st
- 2000.08.27 - Shinhwa7th - All Your Dreams1st

Tháng 9
- 2000.09.03 - Hong Kyung-min1st - 흔들린 우정 (Broken Friendship)1st
- 2000.09.10 - Hong Kyung-min2nd - 흔들린 우정 (Broken Friendship)2nd
- 2000.09.17 - Không phát sóng
- 2000.09.24 - Jo Sung-mo3rd - 아시나요 (Do You Know)1st

Tháng 10
- 2000.10.01 - Không phát sóng
- 2000.10.08 - Jo Sung-mo4th - 아시나요 (Do You Know)2nd
- 2000.10.15 - Jo Sung-mo5th - 아시나요 (Do You Know)3rd
- 2000.10.22 - H.O.T.9th - Outside Castle1st
- 2000.10.29 - H.O.T.10th - Outside Castle2nd

Tháng 11
- 2000.11.05 - H.O.T.11th - Outside Castle3rd
- 2000.11.12 - Fin.K.L10th - Now1st
- 2000.11.19 - Fin.K.L11th - Now2nd
- 2000.11.26 - Fin.K.L12th - Now3rd

Tháng 12
- 2000.12.03 - g.o.d.8th - 거짓말 (Lies)1st
- 2000.12.10 - g.o.d.9th - 거짓말 (Lies)2nd
- 2000.12.17 - g.o.d.10th - 거짓말 (Lies)3rd
- 2000.12.24 - Yu Seung-jun16th - 찾길 바래 (I'll Be Back)1st
- 2000.12.31 - Không phát sóng

##### 2001
January 
- 2001.01.07 - Yu Seung-jun17th - 찾길 바래 (I'll Be Back)2nd
- 2001.01.14 - Yu Seung-jun18th - 찾길 바래 (I'll Be Back)3rd
- 2001.01.21 - Im Chang-jung6th - 날 닮은 너 (You're Like Me)1st
- 2001.01.28 - Im Chang-jung7th - 날 닮은 너 (You're Like Me)2nd

Tháng 2
- 2001.02.04 - g.o.d.11th - 니가 필요해 (I Need You)1st
- 2001.02.11 - g.o.d.12th - 니가 필요해 (I Need You)2nd
- 2001.02.18 - S.E.S.9th - 감싸 안으며 (Show Me Your Love)1st
- 2001.02.25 - S.E.S.10th - 감싸 안으며 (Show Me Your Love)2nd

Tháng 3
- 2001.03.04 - Position1st - I Love You1st
- 2001.03.11 - Position2nd - I Love You2nd
- 2001.03.18 - Position3rd - I Love You3rd
- 2001.03.25 - Lee Ji-hoon1st - 인형 (Doll)1st

Tháng 4
- 2001.04.01 - Cha Tae-hyun1st - I Love You1st
- 2001.04.08 - Jinusean1st - A-Yo1st
- 2001.04.15 - S♯arp1st - Sweety1st
- 2001.04.22 - S♯arp2nd -  Sweety2nd
- 2001.04.29 - Chakra2nd - 끝 (End)1st

Tháng 5
- 2001.05.06 - PSY1st - 새 (Bird)1st
- 2001.05.13 - Fin.K.L13th - 당신은 모르실거야 (You'll Never Know)1st
- 2001.05.20 - Không phát sóng
- 2001.05.27 - Fin.K.L14th - 당신은 모르실거야 (You'll Never Know)2nd

Tháng 6
- 2001.06.03 - Drunken Tiger1st - Good Life1st
- 2001.06.10 - Drunken Tiger2nd - Good Life2nd
- 2001.06.17 - Click-B1st - 백전무패 (Undefeatable)1st
- 2001.06.24 - PSY2nd - 끝 (End)1st

Tháng 7
- 2001.07.01 - S♯arp3rd - 백일기도 (100 Days Prayer)1st
- 2001.07.08 - Kim Gun-mo1st - 짱가1st
- 2001.07.15 - Kim Gun-mo2nd - 짱가2nd
- 2001.07.22 - Kim Gun-mo3rd - 짱가3rd
- 2001.07.29 - Moonchild1st - 사랑하니까 (Because Of Love)1st

Tháng 8
- 2001.08.05 - Park Jin-young3rd -  난 여자가 있는데 (I Have A Woman)1st
- 2001.08.12 - COOL5th - Jumpo Mambo1st
- 2001.08.19 - COOL6th - Jumpo Mambo2nd
- 2001.08.26 - UN1st - 파도 (I Know)1st

Tháng 9
- 2001.09.02 - S.E.S.11th - 꿈을 모아서 (Just In Love)1st
- 2001.09.09 - Shinhwa8th - Hey, Come On1st
- 2001.09.16 - Shinhwa9th - Hey, Come On2nd
- 2001.09.23 - Im Chang-jung8th - 기다리는 이유 (Reason to Wait)1st
- 2001.09.30 - Im Chang-jung9th - 기다리는 이유 (Reason to Wait)2nd

Tháng 10
- 2001.10.07 - Yu Seung-jun19th - Wow1st
- 2001.10.14 - Yu Seung-jun20th - Wow2nd
- 2001.10.21 - Yu Seung-jun21st - Wow3rd
- 2001.10.28 - Wax1st - 화장을 고치고 (Redoing My Makeup)1st

Tháng 11
- 2001.11.04 - Lee Ki-chan1st - 또 한번 사랑은 가고 (Love Has Left Again)1st
- 2001.11.11 - Lee Ki-chan2nd - 또 한번 사랑은 가고 (Love Has Left Again)2nd
- 2001.11.18 - UN2nd - 선물 (Gift)1st
- 2001.11.25 - Jang Na-ra1st - 고백 (Confession)1st

Tháng 12
- 2001.12.02 - Jang Na-ra2nd - 고백 (Confession)2nd
- 2001.12.09 - g.o.d.13th - 길 (Road)1st
- 2001.12.16 - g.o.d.14th - 길 (Road)2nd
- 2001.12.23 - g.o.d.15th - 길 (Road)3rd
- 2001.12.30 - Không phát sóng

##### 2002
| Tháng 1 - 2002.01.06 - T (Yoon Mi-rae)1st - 시간이 흐른 뒤 (As Time Goes By)1st - 2002.01.13 - S#arp4th - 내입술... 따뜻한 커피처럼 (My Lips... Warm Like Coffee)1st - 2002.01.20 - Jang Na-ra3rd - 4월 이야기 (April Story)1st - 2002.01.27 - g.o.d.16th - 니가 있어야 할 곳 (Place Where You Need To Be)1st Tháng 2 - 2002.02.03 - g.o.d.17th - 니가 있어야 할 곳 (Place Where You Need To Be)2nd - 2002.02.10 - g.o.d.18th - 니가 있어야 할 곳 (Place Where You Need To Be)3rd - 2002.02.17 - jtL1st - A Better Day1st - 2002.02.24 - jtL2nd - A Better Day2nd March - 2002.03.03 - jtL3rd - A Better Day3rd - 2002.03.10 - S.E.S.12th - U1st - 2002.03.17 - S.E.S.13th - U2nd - 2002.03.24 - S.E.S.14th - U3rd - 2002.03.31 - Fin.K.L15th - 영원 (Forever)1st Tháng 4 - 2002.04.07 - Fin.K.L16th - 영원 (Forever)2nd - 2002.04.14 - Fin.K.L17th - 영원 (Forever)3rd - 2002.04.21 - Shinhwa10th - Perfect Man1st - 2002.04.28 - Shinhwa11th - Perfect Man2nd Tháng 5 - 2002.05.05 - Shinhwa12th - Perfect Man3rd - 2002.05.12 - BoA1st - No.11st - 2002.05.19 - BoA2nd - No.12nd - 2002.05.26 - BoA3rd - No.13rd Tháng 6 - 2002.06.02 - Country Kko Kko4th - 콩가 (Conga)1st - 2002.06.09 - Baby V.O.X.3rd - 우연 (By Chance)1st - 2002.06.16 - Baby V.O.X.4th - 우연 (By Chance)2nd - 2002.06.23 - Im Chang-jung10th - 슬픈 혼잣말 (Sad Monologue)1st - 2002.06.30 - Im Chang-jung11th - 슬픈 혼잣말 (Sad Monologue)2nd Tháng 7 - 2002.07.07 - Im Chang-jung12th - 슬픈 혼잣말 (Sad Monologue)3rd - 2002.07.14 - Fly to the Sky1st - Sea Of Love1st - 2002.07.21 - Fly to the Sky2nd - Sea Of Love2nd - 2002.07.28 - Wheesung1st - 안되나요 (Can't You, Please)1st Tháng 8 - 2002.08.04 - Wheesung2nd - 안되나요 (Can't You, Please)2nd - 2002.08.11 - COOL7th - 진실 (Truth)1st - 2002.08.18 - COOL8th - 진실 (Truth)2nd - 2002.08.25 - Sung Si Kyung1st - 우린 제법 잘 어울려요 (We're A Well-Assorted Couple)1st Tháng 9 - 2002.09.01 - Moon Hee-Jun1st - 아낌없이 주는 나무 (Generous...)1st - 2002.09.08 - Wax2nd - 부탁해요 (A Request From You)1st - 2002.09.15 - Wax3rd - 부탁해요 (A Request From You)2nd - 2002.09.22 - Không phát sóng - 2002.09.29 - Kim Hyun-jung9th - 단칼 (Show Revolution)1st Tháng 10 - 2002.10.06 - Rain1st - 안녕이란 말 대신 (Instead of Saying Goodbye)1st - 2002.10.13 - Kangta1st - 사랑은 기억보다 (Memories)1st - 2002.10.20 - Lee Soo Young1st - 라라라 (La La La)1st - 2002.10.27 - Không phát sóng Tháng 11 - 2002.11.03 - Jang Na-ra4th - Sweet Dream1st - 2002.11.10 - BoA4th - VALENTI1st - 2002.11.17 - Park Hyo Shin1st - 좋은 사람 (Good Person)1st - 2002.11.24 - Park Hyo Shin2nd - 좋은 사람 (Good Person)2nd December - 2002.12.01 - PSY3rd - 챔피언 (Champion)1st - 2002.12.08 - YG Family1st - 멋쟁이 신사 (Turn It Up)1st - 2002.12.15 - UN3rd - Miracle1st - 2002.12.22 - UN4th - Miracle2nd - 2002.12.29 - Không phát sóng |

##### 2003
Tháng 1
- 2003.01.05 - Lee Ki-chan3rd - 감기 (A Cold)1st
- 2003.01.12 - Boohwal1st - Never Ending Story1st
- 2003.01.19 - Boohwal2nd - Never Ending Story2nd
- 2003.01.26 - Jang Na-ra5th - Snow Man1st

#### Mutizen Song

##### 2003
Tháng 2
- 2003.02.02 - Không phát sóng
- 2003.02.09 - Shinhwa13th - 너의 결혼식 (Your Wedding)1st
- 2003.02.16 - Shinhwa14th - 너의 결혼식 (Your Wedding)2nd
- 2003.02.23 - Không phát sóng

Tháng 3
- 2003.03.02 - g.o.d.19th - 0%1st
- 2003.03.09 - Lee Soo Young2nd - Good-bye1st
- 2003.03.16 - Click-B2nd - Cowboy1st
- 2003.03.23 - NRG1st - Hit song1st
- 2003.03.30 - Park Ji-yoon2nd - DJ1st

Tháng 4
- 2003.04.06 - Kim Gun Mo4th - My son1st
- 2003.04.13 - NRG2nd - Hit song2nd
- 2003.04.20 - Jo Sung-mo6th - 피아노 (Piano)1st
- 2003.04.27 - Ahn Jae-wook1st - 친구 (Friend)1st

Tháng 5
- 2003.05.04 - SE7EN1st - 와줘 (Come Back to Me)1st
- 2003.05.11 - SE7EN2nd - 와줘 (Come Back to Me)2nd
- 2003.05.18 - Không phát sóng
- 2003.05.25 - Không phát sóng

June
- 2003.06.01 - Baby V.O.X.5th - 나 어떡해 (What Should I Do)1st
- 2003.06.08 - Cha Tae-hyun2nd - Again to me1st
- 2003.06.15 - Cha Tae-hyun3rd - Again to me2nd
- 2003.06.22 - BoA5th - 아틀란티스 소녀 (Atlantis Princess)1st
- 2003.06.29 - Koyote1st - 비상 (Emergency)1st

Tháng 7
- 2003.07.06 - BoA6th - 아틀란티스 소녀 (Atlantis Princess)2nd
- 2003.07.13 - BoA7th - 아틀란티스 소녀 (Atlantis Princess)3rd
- 2003.07.20 - Im Chang-jung13th - 소주한잔 (A Glass of Soju)1st
- 2003.07.27 - Không phát sóng

Tháng 8
- 2003.08.03 - COOL9th - 결혼을 할거라면 (If You Will Get Married)1st
- 2003.08.10 - COOL10th - 결혼을 할거라면 (If You Will Get Married)2nd
- 2003.08.17 - COOL11th - 결혼을 할거라면 (If You Will Get Married)3rd
- 2003.08.24 - Fly to the Sky3rd - Missing you1st
- 2003.08.31 - Fly to the Sky4th - Missing you2nd

Tháng 9
- 2003.09.07 - Lee Hyori1st - 10phút1st
- 2003.09.14 - Lee Hyori2nd - 10phút2nd
- 2003.09.21 - Lee Hyori3rd - 10phút3rd
- 2003.09.28 - jtL4th - Without your love1st

Tháng 10
- 2003.10.05 - Wheesung3rd - With me1st
- 2003.10.12 - Wheesung4th - With me2nd
- 2003.10.19 - S1st - I Swear1st
- 2003.10.26 - S2nd - I Swear2nd

Tháng 11
- 2003.11.02 - S3rd - I Swear3rd
- 2003.11.09 - Rain2nd - 태양을 피하는 방법 (Ways to Avoid the Sun)1st
- 2003.11.16 - Không phát sóng
- 2003.11.23 - Rain3rd - 태양을 피하는 방법 (Ways to Avoid the Sun)2nd
- 2003.11.30 - Rain4th - 태양을 피하는 방법 (Ways to Avoid the Sun)3rd

Tháng 12
- 2003.12.07 - Wheesung5th - 다시 만난날 (The Day We Meet Again)1st
- 2003.12.14 - Lexy1st - 애송이 (Greenhorn)1st
- 2003.12.21 - Lexy2nd - 애송이 (Greenhorn)2nd
- 2003.12.28 - Sung Si Kyung2nd - 차마 (Endure)1st

##### 2004
Tháng 1
- 2004.01.04 - Jang Na-ra6th - 기도 (Pray)1st
- 2004.01.11 - Jang Na-ra7th - 기도 (Pray)2nd
- 2004.01.18 - M.C. the MAX1st - 사랑의시 (Love's Poem)1st
- 2004.01.25 - M.C. the MAX2nd - 사랑의시 (Love's Poem)2nd

Tháng 2
- 2004.02.01 - 1TYM5th - HOT 뜨거 (HOT)1st
- 2004.02.08 - 1TYM6th - HOT 뜨거 (HOT)2nd
- 2004.02.15 - M.C. the MAX3rd - 사랑의시 (Love's Poem)3rd
- 2004.02.22 - 1TYM7th - HOT 뜨거 (HOT)3rd
- 2004.02.29 - Tei1st - 사랑은 향기를 남기고 (Love Leaves A Scent)1st

Tháng 3
- 2004.03.07 - Tei2nd - 사랑은 향기를 남기고 (Love Leaves A Scent)2nd
- 2004.03.14 - Tei3rd - 사랑은 향기를 남기고 (Love Leaves A Scent)3rd
- 2004.03.21 - M.C. the MAX4th - 그대는 눈물겹다 (When the Tears Lay)1st
- 2004.03.28 - TVXQ1st - Hug1st

Tháng 4
- 2004.04.04 - TVXQ2nd - Hug2nd
- 2004.04.11 - TVXQ3rd - Hug3rd
- 2004.04.18 - Koyote2nd - 디스코왕 (Disco King)1st
- 2004.04.25 - Không phát sóng

Tháng 5
- 2004.05.02 - Koyote3rd - 디스코왕 (Disco King)2nd
- 2004.05.09 - Cho PD1st - 친구여 (My Friend)1st
- 2004.05.16 - Koyote4th - 디스코왕 (Disco King)3rd
- 2004.05.23 - Cho PD2nd - 친구여 (My Friend)2nd
- 2004.05.30 - MC Mong1st - 180도 (180 Degrees)1st

Tháng 6
- 2004.06.06 - Không phát sóng
- 2004.06.13 - Không phát sóng
- 2004.06.20 - MC Mong2nd - 180도 (180 Degrees)2nd
- 2004.06.27 - Koyote5th - 불꽃 (Fireworks)1st

Tháng 7
- 2004.07.04 - BoA8th - My Name1st
- 2004.07.11 - BoA9th - My Name2nd
- 2004.07.18 - BoA10th - My Name3rd
- 2004.07.25 - Tim1st - 고마웠다고... (I Said Thanks...)1st

Tháng 8
- 2004.08.01 - Lyn1st - 사랑했잖아 (Used To Love)1st
- 2004.08.08 - SE7EN3rd - 열정 (Passion)1st
- 2004.08.15 - SE7EN4th - 열정 (Passion)2nd
- 2004.08.22 - Lee Seung Gi1st - 내여자라니까 (Because You're My Girl)1st
- 2004.08.29 - SE7EN5th - 열정 (Passion)3rd

Tháng 9
- 2004.09.05 - TVXQ4th - The Way U Are1st
- 2004.09.12 - BoA11th - Spark1st
- 2004.09.19 - BoA12th - Spark2nd
- 2004.09.26 - Kim Jong Kook1st - 한남자 (One Man)1st

Tháng 10
- 2004.10.03 - Kim Jong Kook2nd - 한남자 (One Man)2nd
- 2004.10.10 - Shinhwa15th - Brand New1st
- 2004.10.17 - Shinhwa16th - Brand New2nd
- 2004.10.24 - Không phát sóng
- 2004.10.31 - Gummy1st - 기억상실 (Loss of Memory)1st

Tháng 11
- 2004.11.07 - Rain5th - It's Raining1st
- 2004.11.14 - Không phát sóng
- 2004.11.21 - Rain6th - It's Raining2nd
- 2004.11.28 - Rain7th - It's Raining3rd

December
- 2004.12.05 - TVXQ5th - 믿어요 (I Believe)1st
- 2004.12.12 - Shinhwa17th - 열병 (Crazy)1st
- 2004.12.19 - Shinhwa18th - 열병 (Crazy)2nd
- 2004.12.26 - Rain8th - I Do1st

##### 2005
Tháng 1
- 2005.01.02 - TVXQ6th - Tri-Angle1st
- 2005.01.09 - g.o.d.20th - 보통날 (An Ordinary Day)1st
- 2005.01.16 - g.o.d.21st - 보통날 (An Ordinary Day)2nd
- 2005.01.23 - M.C. the MAX5th - 행복하지 말아요 (Don't Say You're Happy)1st
- 2005.01.30 - g.o.d.22nd - 반대가 끌리는 이유 (The Reason Why Opposites Attract)1st

Tháng 2
- 2005.02.06 - g.o.d.23rd - 반대가 끌리는 이유 (The Reason Why Opposites Attract)2nd
- 2005.02.13 - g.o.d.24th - 반대가 끌리는 이유 (The Reason Why Opposites Attract)3rd
- 2005.02.20 - Tei4th - 사랑은 하나다 (Love Is... only one)1st
- 2005.02.27 - Tei5th - 사랑은 하나다 (Love Is... only one)2nd

Tháng 3
- 2005.03.06 - Tei6th - 사랑은 하나다 (Love Is... only one)3rd
- 2005.03.13 - M.C. the MAX6th - 이별이라는 이름 (A Name Called Leave)1st
- 2005.03.20 - Jo Sung-mo7th - Mr.Flower1st
- 2005.03.27 - Buzz1st - 겁쟁이 (Coward)1st

Tháng 4
- 2005.04.03 - Jo Sung-mo8th - Mr.Flower2nd
- 2005.04.10 - Jo Sung-mo9th - Mr.Flower3rd
- 2005.04.17 - Buzz2nd - 겁쟁이 (Coward)2nd
- 2005.04.24 - Buzz3rd - 겁쟁이 (Coward)3rd

Tháng 5
- 2005.05.01 - Jewelry1st - Superstar1st
- 2005.05.08 - Jewelry2nd - Superstar2nd
- 2005.05.15 - SG Wannabe1st - 죄와벌 (Sin & Punishment)1st
- 2005.05.22 - SG Wannabe2nd - 죄와벌 (Sin & Punishment)2nd
- 2005.05.29 - Sung Si Kyung3rd - 잘지내나요 (Take Care)1st

Tháng 6
- 2005.06.05 - Shin Hye Sung1st - 같은생각 (Same Thought)1st
- 2005.06.12 - Shin Hye Sung2nd - 같은생각 (Same Thought)2nd
- 2005.06.19 - MC Mong3rd - 천하무적 (Invincible)1st
- 2005.06.26 - Yoon Do-hyun1st - 사랑했나봐 (I Think I Loved You)1st

Tháng 7
- 2005.07.03 - MC Mong4th -천하무적 (Invincible)2nd
- 2005.07.10 - Không phát sóng
- 2005.07.17 - BoA13th - Girls On Top1st
- 2005.07.24 - BoA14th - Girls On Top2nd
- 2005.07.31 - BoA15th - Girls On Top3rd

Tháng 8
- 2005.08.07 - Kim Jong Kook3rd - 제자리걸음 (Walking in the Same Place)1st
- 2005.08.14 - Kim Jong Kook4th - 제자리걸음 (Walking in the Same Place)2nd
- 2005.08.21 - Kim Jong Kook5th - 제자리걸음 (Walking in the Same Place)3rd
- 2005.08.28 - MC Mong5th - I Love U Oh Thank U1st

Tháng 9
- 2005.09.04 - MC Mong6th - I Love U Oh Thank U2nd
- 2005.09.11 - Kim Jong Kook6th - 사랑스러워 (Lovely)1st
- 2005.09.18 - Không phát sóng
- 2005.09.25 - Kim Jong Kook7th - 사랑스러워 (Lovely)2nd

Tháng 10
- 2005.10.02 - Kim Jong Kook8th - 사랑스러워 (Lovely)3rd
- 2005.10.09 - TVXQ7th - Rising Sun1st
- 2005.10.16 - TVXQ8th - Rising Sun2nd
- 2005.10.23 - TVXQ9th - Rising Sun3rd
- 2005.10.30 - Wheesung6th - Good bye luv1st

Tháng 11
- 2005.11.06 - Wheesung7th - Good bye luv2nd
- 2005.11.13 - Không phát sóng
- 2005.11.20 - M(Lee Min-Woo)1st - Girl Friend1st
- 2005.11.27 - Epik High1st - Fly1st

Tháng 12
- 2005.12.04 - g.o.d.25th - 2♡1st
- 2005.12.11 - Wheesung8th - 일년이면 (A Year Gone)1st
- 2005.12.18 - LeeSsang1st - 내가 웃는게 아니야 (I'm Not Really Laughing)1st
- 2005.12.25 - LeeSsang2nd - 내가 웃는게 아니야 (I'm Not Really Laughing)2nd

##### 2006
Tháng 1
- 2006.01.01 - Không phát sóng
- 2006.01.08 - Tei7th - 그리움을 외치다 (Screaming I miss you)1st
- 2006.01.15 - M.C. the MAX7th - 사랑은 아프려고 하는거죠 (Love is Supposed to Hurt)1st
- 2006.01.22 - M.C. the MAX8th - 사랑은 아프려고 하는거죠 (Love is Supposed to Hurt)2nd
- 2006.01.29 - Không phát sóng

Tháng 2
- 2006.02.05 - Fly to the Sky5th - 남자답게 (Like a Man)1st
- 2006.02.12 - Fly to the Sky6th - 남자답게 (Like a Man)2nd
- 2006.02.19 - Fly to the Sky7th - 남자답게 (Like a Man)3rd
- 2006.02.26 - Lee Soo Young3rd - Grace1st

Tháng 3
- 2006.03.05 - Lee Soo Young4th - Grace2nd
- 2006.03.12 - Lee Hyori4th - Get Ya1st
- 2006.03.19 - Lee Hyori5th - Get Ya2nd
- 2006.03.26 - Không phát sóng

Tháng 4
- 2006.04.02 - Lee Seung Gi2nd - 하기 힘든말 (Words are Hard to Say)1st
- 2006.04.09 - Fly to the Sky8th - 피(避) (Evasion)1st
- 2006.04.16 - SE7EN6th - 난 알아요 (I Know)1st
- 2006.04.23 - SeeYa1st - 여인의 향기 (A Woman's Scent)1st
- 2006.04.30 - SG Wannabe3rd - 내사람 (Partner for Life)1st

Tháng 5
- 2006.05.07 - SG Wannabe4th - 내사람 (Partner for Life)2nd
- 2006.05.14 - SG Wannabe5th - 내사람 (Partner for Life)3rd
- 2006.05.21 - Tony An1st - 유추프라카치아 (Yutzpracachia)1st
- 2006.05.28 - Không phát sóng

Tháng 6
- 2006.06.04 - Baek Ji-young4th - 사랑안해 (Don't Love)1st
- 2006.06.11 - Shinhwa19th - Once in a Life Time1st
- 2006.06.18 - Shinhwa20th - Once in a Life Time2nd
- 2006.06.25 - Super Junior1st - U1st

Tháng 7
- 2006.07.02 - Buzz4th - 남자를 몰라 (Confusion About Men)1st
- 2006.07.09 - Super Junior2nd - U2nd
- 2006.07.16 - Super Junior3rd - U3rd
- 2006.07.23 - SG Wannabe6th - 사랑했어요 (I Loved You)1st
- 2006.07.30 - SG Wannabe7th - 사랑했어요 (I Loved You)2nd

Tháng 8
- 2006.08.06 - SG Wannabe8th - 사랑했어요 (I Loved You)3rd
- 2006.08.13 - PSY4th- 연예인 (Entertainer)1st
- 2006.08.20 - Super Junior4th - Dancing Out1st
- 2006.08.27 - Turtles1st - 비행기 (Airplane)1st

Tháng 9
- 2006.09.03 - Turtles2nd - 비행기 (Airplane)2nd
- 2006.09.10 - PSY5th - 연예인 (Entertainer)2nd
- 2006.09.17 - PSY6th - 연예인 (Entertainer)3rd
- 2006.09.24 - Zhang Liyin (feat. Xiah Junsu)1st - Timeless1st

Tháng 10
- 2006.10.01 - Lee Seung Gi3rd - 제발 (Please)1st
- 2006.10.08 - Không phát sóng
- 2006.10.15 - TVXQ10th - "O"-正.反.合. ("O" - Jung.Ban.Hap.)1st
- 2006.10.22 - Không phát sóng
- 2006.10.29 - TVXQ11th - "O"-正.反.合. ("O" - Jung.Ban.Hap.)2nd

Tháng 11
- 2006.11.05 - TVXQ12th - "O"-正.反.合. ("O" - Jung.Ban.Hap.)3rd
- 2006.11.12 - Không phát sóng
- 2006.11.19 - MC Mong7th - 아이스크림 (Ice Cream)1st
- 2006.11.26 - Eru1st - 까만안경 (Black Glasses)1st

Tháng 12
- 2006.12.03 - Sung Si Kyung4th - 거리에서 (On The Street)1st
- 2006.12.10 - SE7EN7th - 라라라 (La La La)1st
- 2006.12.17 - Jun Jin1st - 사랑이 오지 않아요 (Love Doesn't Come)1st
- 2006.12.24 - Jang Woo-hyuk1st - 폭풍속으로 (One Way)1st
- 2006.12.31 - Không phát sóng

##### 2007
January
- 2007.01.07 - SS5011st - 4 Chance1st
- 2007.01.14 - Son Ho-young1st - 사랑은 이별을 데리고 오다 (Love Brings Separation)1st
- 2007.01.21 - Brian1st - 가지마 (Don't Go)1st
- 2007.01.28 - SS5012nd - 4 Chance2nd

Tháng 2
- 2007.02.04 - SS5013rd - 4 Chance3rd
- 2007.02.11 - Eru2nd - 흰눈 (White Snow)1st
- 2007.02.18 - Không phát sóng
- 2007.02.25 - Eru3rd - 흰눈 (White Snow)2nd

Tháng 3
- 2007.03.04 - Epik High2nd - Fan1st
- 2007.03.11 - Epik High3rd - Fan2nd
- 2007.03.18 - Lee Ki-chan4th - 미인 (Angel)1st
- 2007.03.25 - Không phát sóng

Tháng 4
- 2007.04.01 - Ivy1st - 유혹의 소나타 (Sonata of Temptation)1st
- 2007.04.08 - Ivy2nd - 유혹의 소나타 (Sonata of Temptation)2nd
- 2007.04.15 - Không phát sóng
- 2007.04.22 - Ivy3rd - 유혹의 소나타 (Sonata of Temptation)3rd
- 2007.04.29 - SG Wannabe9th - 아리랑 (Arirang)1st

Tháng 5
- 2007.05.06 - SG Wannabe10th - 아리랑 (Arirang)2nd
- 2007.05.13 - SG Wannabe11th - 아리랑 (Arirang)3rd
- 2007.05.20 - Younha1st - 비밀번호 486 (Secret Number 486)1st
- 2007.05.27 - Ivy4th - 이럴거면 (If You're Gonna Be Like This)1st

Tháng 6
- 2007.06.03 - Younha2nd - 비밀번호 486 (Secret Number 486)2nd
- 2007.06.10 - Không phát sóng
- 2007.06.17 - CSJH The Grace1st - 한번더,OK? (One More Time, OK?)1st
- 2007.06.24 - Yangpa1st - 사랑...그게 뭔데 (Love... What is it?)1st

Tháng 7
- 2007.07.01 - Yangpa2nd - 사랑...그게 뭔데 (Love... What is it?)2nd
- 2007.07.08 - Yangpa3rd - 사랑...그게 뭔데 (Love... What is it?)3rd
- 2007.07.15 - SeeYa2nd - 사랑의 인사 (Love's Greeting)1st
- 2007.07.22 - LeeSsang3rd - 발레리노 (Ballerino)1st
- 2007.07.29 - FTISLAND1st - 사랑앓이 (Love Sick)1st

Tháng 8
- 2007.08.05 - FTISLAND2nd - 사랑앓이 (Love Sick)2nd
- 2007.08.12 - FTISLAND3rd - 사랑앓이 (Love Sick)3rd
- 2007.08.19 - Fly to the Sky9th - My Angel1st
- 2007.08.26 - Fly to the Sky10th - My Angel2nd

Tháng 9
- 2007.09.02 - Kim Dong-wan1st - 손수건 (Handkerchief)1st
- 2007.09.09 - BIGBANG1st - 거짓말 (Lies)1st
- 2007.09.16 - Lee Seung Gi4th - 착한 거짓말 (White Lie)1st
- 2007.09.23 - Không phát sóng
- 2007.09.30 - Shin Hye Sung3rd - 첫사람 (First Person)1st

Tháng 10
- 2007.10.07 - Wheesung9th - 사랑은 맛있다♡ (Love is Delicious♡)1st
- 2007.10.14 - Không phát sóng
- 2007.10.21 - Super Junior5th - Don't Don1st
- 2007.10.28 - Wonder Girls1st - Tell Me1st

Tháng 11
- 2007.11.04 - Không phát sóng
- 2007.11.11 - Wonder Girls2nd - Tell Me2nd
- 2007.11.18 - Wonder Girls3rd - Tell Me3rd
- 2007.11.25 - Girls' Generation1st - 소녀시대 (Girls Generation)1st

Tháng 12
- 2007.12.02 - Girls' Generation2nd - 소녀시대 (Girls Generation)2nd
- 2007.12.09 - Park Jin-young4th - 니가 사는 그집 (The House You Live In)1st
- 2007.12.16 - BIGBANG2nd - 마지막 인사 (Last Farewell)1st
- 2007.12.23 - BIGBANG3rd - 마지막 인사 (Last Farewell)2nd
- 2007.12.30 - Không phát sóng

##### 2008
Tháng 1
- 2008.01.06 - FTISLAND4th - 너올때까지 (Until You Return)1st
- 2008.01.13 - BIGBANG4th - 마지막 인사 (Last Farewell)3rd
- 2008.01.20 - SeeYa3rd - 슬픈 발걸음 (Sad Footsteps)1st
- 2008.01.27 - Haha1st - 너는 내운명 (You Are My Destiny)1st

Tháng 2
- 2008.02.03 - Girls' Generation3rd - Kissing You1st
- 2008.02.10 - Không phát sóng
- 2008.02.17 - Girls' Generation4th - Kissing You2nd
- 2008.02.24 - Park Ji Heon1st - 보고 싶은 날엔 (The Day I Miss You)1st

Tháng 3
- 2008.03.02 - Brown Eyed Girls1st - L.O.V.E1st
- 2008.03.09 - Brown Eyed Girls2nd - L.O.V.E2nd
- 2008.03.16 - Jewelry3rd - One More Time1st
- 2008.03.23 - Jewelry4th - One More Time2nd
- 2008.03.30 - Jewelry5th - One More Time3rd

Tháng 4
- 2008.04.06 - Gummy2nd & T.O.P.1st - 미안해요 (I'm Sorry)1st
- 2008.04.13 - Gummy3rd & T.O.P.2nd - 미안해요 (I'm Sorry)2nd
- 2008.04.20 - SS5014th - Deja Vu1st
- 2008.04.27 - Nell1st - 기억을 걷는 시간 (Walking Through Memories)1st

Tháng 5
- 2008.05.04 - Davichi1st - 슬픈 다짐 (Sad Promise)1st
- 2008.05.11 - Epik High4th - One1st
- 2008.05.18 - Epik High5th - One2nd
- 2008.05.25 - MC Mong8th - 서커스 (Circus)1st

Tháng 6
- 2008.06.01 - SG Wannabe12th - 라라라 (La La La)1st
- 2008.06.08 - Không phát sóng
- 2008.06.15 - Wonder Girls4th - So Hot1st
- 2008.06.22 - Wonder Girls5th - So Hot2nd
- 2008.06.29 - Wonder Girls6th - So Hot3rd

Tháng 7
- 2008.07.06 - Taeyang1st - 나만 바라봐 (Only Look at Me)1st
- 2008.07.13 - Taeyang2nd - 나만 바라봐 (Only Look at Me)2nd
- 2008.07.20 - Taeyang3rd - 나만 바라봐 (Only Look at Me)3rd
- 2008.07.27 - Lee Hyori6th - U-Go-Girl1st

Tháng 8
- 2008.08.03 - Lee Hyori7th - U-Go-Girl2nd
- 2008.08.10 - Lee Hyori8th - U-Go-Girl3rd
- 2008.08.17 - Davichi2nd - 사랑과 전쟁 (Love and War)1st
- 2008.08.24 - BIGBANG5th - 하루하루 (Day By Day)1st
- 2008.08.31 - BIGBANG6th - 하루하루 (Day By Day)2nd

Tháng 9
- 2008.09.07 - BIGBANG7th - 하루하루 (Day By Day)3rd
- 2008.09.14 - Không phát sóng
- 2008.09.21 - SHINee1st - 산소같은 너 (Love Like Oxygen)1st
- 2008.09.28 - Lee Hyori9th - Hey Mr.Big1st

Tháng 10
- 2008.10.05 - Lee Hyori10th - Hey Mr.Big2nd
- 2008.10.12 - TVXQ13th - 주문(MIROTIC)1st
- 2008.10.19 - TVXQ14th - 주문(MIROTIC)2nd
- 2008.10.26 - TVXQ15th - 주문(MIROTIC)3rd

Tháng 11
- 2008.11.02 - Rain9th - Rainism1st
- 2008.11.09 - Rain10th - Rainsm1nd
- 2008.11.16 - Rain11th - Rainsm3rd
- 2008.11.23 - Kim Jong Kook10th - 어제보다 오늘 더 (Today More Than Yesterday)1st
- 2008.11.30 - BIGBANG8th - 붉은 노을 (Sunset Glow)1st

Tháng 12
- 2008.12.07 - BIGBANG9th - 붉은 노을 (Sunset Glow)2nd
- 2008.12.14 - BIGBANG10th - 붉은 노을 (Sunset Glow)3rd
- 2008.12.21 - Baek Ji-young5th - 총맞은것처럼 (Like Being Hit by a Bullet)1st
- 2008.12.28 - Không phát sóng

##### 2009
Tháng 1
- 2009.01.04 - Baek Ji-young6th - 총맞은것처럼 (Like Being Hit by a Bullet)2nd
- 2009.01.11 - SS5015th - U R Man1st
- 2009.01.18 - Girls' Generation5th - Gee1st
- 2009.01.25 - Không phát sóng

Tháng 2
- 2009.02.01 - Girls' Generation6th - Gee2nd
- 2009.02.08 - Girls' Generation7th - Gee3rd
- 2009.02.15 - Seungri1st - Strong Baby1st
- 2009.02.22 - Seungri2nd - Strong Baby2nd

Tháng 3
- 2009.03.01 - Seungri3rd - Strong Baby3rd
- 2009.03.08 - KARA1st - Honey1st
- 2009.03.15 - Davichi3rd - 82821st
- 2009.03.22 - Davichi4th - 82822nd
- 2009.03.29 - Super Junior6th - Sorry, Sorry1st

Tháng 4
- 2009.04.05 - Super Junior7th - Sorry, Sorry2nd
- 2009.04.12 - Super Junior8th - Sorry, Sorry3rd
- 2009.04.19 - Son Dam Bi1st - 토요일 밤에 (On Saturday Night)1st
- 2009.04.26 - Son Dam Bi2nd - 토요일 밤에 (On Saturday Night)2nd

Tháng 5
- 2009.05.03 - Son Dam Bi3rd - 토요일 밤에 (On Saturday Night)3rd
- 2009.05.10 - 2PM1st - Again & Again1st
- 2009.05.17 - 2PM2nd - Again & Again2nd
- 2009.05.24 - Không phát sóng (2PM3rd- Again & Again3rd)
- 2009.05.31 - SG Wannabe13th - 사랑해 (I Love You)1st

Tháng 6
- 2009.06.07 - Super Junior9th - 너라고 (It's You)1st
- 2009.06.14 - 2NE11st - Fire1st
- 2009.06.21 - 2NE12nd - Fire2nd
- 2009.06.28 - SHINee2nd - 줄리엣 (Juliette)1st

Tháng 7
- 2009.07.05 - SHINee3rd - 줄리엣 (Juliette)2nd
- 2009.07.12 - Girls' Generation8th - 소원을 말해봐 (Genie)1st
- 2009.07.19 - Girls' Generation9th - 소원을 말해봐 (Genie)2nd
- 2009.07.26 - 2NE13rd - I don't care1st

Tháng 8
- 2009.08.02 - 2NE14th - I don't care2nd
- 2009.08.09 - 2NE15th - I don't care3rd
- 2009.08.16 - Brown Eyed Girls3rd - Abracadabra1st
- 2009.08.23 - Không phát sóng (Brown Eyed Girls4th - Abracadabra2nd)
- 2009.08.30 - KARA2nd - Wanna1st

Tháng 9
- 2009.09.06 - G-Dragon1st - Heartbreaker1st
- 2009.09.13 - G-Dragon2nd - Heartbreaker2nd
- 2009.09.20 - G-Dragon3rd - Heartbreaker3rd
- 2009.09.27 - 4Minute1st - Muzik1st

Tháng 10
- 2009.10.04 - Không phát sóng (Lee Seung Gi5th- 우리 헤어지자 (Let's Break Up)1st)
- 2009.10.11 - Không phát sóng (Lee Seung Gi6th - 우리 헤어지자 (Let's Break Up)2nd)
- 2009.10.18 - Kim Tae-woo1st - 사랑비 (Love Rain)1st
- 2009.10.25 - Kim Tae-woo2nd - 사랑비 (Love Rain)2nd

Tháng 11
- 2009.11.01 - SHINee4th - Ring Ding Dong1st
- 2009.11.08 - SHINee5th - Ring Ding Dong2nd
- 2009.11.15 - SHINee6th - Ring Ding Dong3rd
- 2009.11.22 - Không phát sóng (SS5016th - Love Like This1st)
- 2009.11.29 - 2PM4th - Heartbeat1st

Tháng 12
- 2009.12.06 - 2PM5th - Heartbeat2nd
- 2009.12.13 - 2PM6th - Heartbeat3rd
- 2009.12.20 - After School1st - 너 때문에 (Because of You)1st
- 2009.12.27 - Không phát sóng (After School2nd- 너 때문에 (Because of You)2nd)

##### 2010
Tháng 1
- 2010.01.03 - T-ARA1st - Bo Peep Bo Peep1st
- 2010.01.10 - T-ARA2nd - Bo Peep Bo Peep2nd
- 2010.01.17 - T-ARA3rd - Bo Peep Bo Peep3rd
- 2010.01.24 - After School3rd - 너 때문에 (Because of You)3rd
- 2010.01.31 - CNBLUE1st - 외톨이야 (I'm A Loner)1st[7]

Tháng 2
- 2010.02.07 - 2AM1st - 죽어도 못 보내 (Won’t Let Go Even If I Die)1st
- 2010.02.14 - Girls' Generation10th - Oh!1st
- 2010.02.21 - Girls' Generation11th - Oh!2nd
- 2010.02.28 - Girls' Generation12th - Oh!3rd

March
- 2010.03.07 - 2AM2nd - 죽어도 못 보내 (Won’t Let Go Even If I Die)2nd
- 2010.03.14 - KARA3rd - 루팡 (Lupin)1st
- 2010.03.21 - T-ARA4th - 너 때문에 미쳐 (Crazy Because Of You)1st
- 2010.03.28 - Không phát sóng (T-ARA5th - 너 때문에 미쳐 (Crazy Because Of You)2nd)

Tháng 4
- 2010.04.04 - Không phát sóng (Girls' Generation13th - Run Devil Run1st)
- 2010.04.11 - Girls' Generation14th - Run Devil Run2nd
- 2010.04.18 - Không phát sóng (Rain10th - 널 붙잡을 노래 (Love Song)1st)
- 2010.04.25 - Không phát sóng (Lee Hyori11th - Chitty Chitty Bang Bang1st)

Tháng 5
- 2010.05.02 - Lee Hyori12th - Chitty Chitty Bang Bang2nd
- 2010.05.09 - Lee Hyori13th - Chitty Chitty Bang Bang3rd
- 2010.05.16 - 2PM7th - Without U1st
- 2010.05.23 - 2PM8th - Without U2nd
- 2010.05.30 - Không phát sóng (Super Junior10th - 미인아 (Bonamana)1st)

Tháng 6
- 2010.06.06 - Không phát sóng (Super Junior11th - 미인아 (Bonamana)2nd)
- 2010.06.13 - Super Junior12th - 미인아 (Bonamana)3rd[8]
- 2010.06.20 - CNBLUE2nd - Love1st[9]
- 2010.06.27 - IU1st & Seulong (of 2AM)1st - 잔소리 (Nagging)1st

Tháng 7
- 2010.07.04 - CNBLUE3rd - Love2nd[10]
- 2010.07.11 - Super Junior13th - 너 같은 사람 또 없어 (No Other)1st[11]
- 2010.07.18 - Taeyang4th - I Need a Girl1st
- 2010.07.25 - Taeyang5th - I Need a Girl2nd

Tháng 8
- 2010.08.01 - miss A1st - Bad Girl Good Girl1st
- 2010.08.08 - SHINee7th - Lucifer1st
- 2010.08.15 - SHINee8th - Lucifer2nd
- 2010.08.22 - BoA16th - Hurricane Venus1st
- 2010.08.29 - BoA17th - Hurricane Venus2nd

Tháng 9
- 2010.09.05 - FTISLAND5th - 사랑 사랑 사랑 (Love Love Love)1st
- 2010.09.12 - FTISLAND6th - 사랑 사랑 사랑 (Love Love Love)2nd
- 2010.09.19 - Không phát sóng (2NE16th - Can't Nobody1st)
- 2010.09.26 - 2NE17th - Can't Nobody2nd

Tháng 10
- 2010.10.03 - 2NE18th - Can't Nobody3rd
- 2010.10.10 - Không phát sóng (2NE19th - Go Away1st)
- 2010.10.17 - SHINee9th - Hello1st
- 2010.10.24 - 2PM9th - I'll be back1st
- 2010.10.31 - Ga-In1st - Irreversible 1st

Tháng 11
- 2010.11.07 - Girls' Generation15th - 훗 (Hoot)1st
- 2010.11.14 - Không phát sóng (2AM3rd - 전활 받지 않는 너에게 (You Wouldn't Answer My Calls)1st)
- 2010.11.21 - Girls' Generation16th - 훗 (Hoot)2nd
- 2010.11.28 - Girls' Generation17th - 훗 (Hoot)3rd

Tháng 12
- 2010.12.05 - BEAST1st - Beautiful1st
- 2010.12.12 - KARA4th - 점핑 (Jumping)1st
- 2010.12.19 - IU2nd - 좋은 날 (Good Day)1st
- 2010.12.26 - IU3rd - 좋은 날 (Good Day)2nd

##### 2011
Tháng 1
- 2011.01.02 - Không phát sóng (IU4th - 좋은 날 (Good Day)3rd)
- 2011.01.09 - G-Dragon4th & T.O.P.3rd - High High1st
- 2011.01.16 - TVXQ16th - 왜 (Keep Your Head Down)1st
- 2011.01.23 - TVXQ17th - 왜 (Keep Your Head Down)2nd
- 2011.01.30 - TVXQ18th - 왜 (Keep Your Head Down)3rd

Tháng 2
- 2011.02.06 - Seungri4th - 어쩌라고 (What Can I Do)1st
- 2011.02.13 - Seungri5th - 어쩌라고 (What Can I Do)2nd
- 2011.02.20 - Secret1st - Shy Boy1st
- 2011.02.27 - G.NA1st - Black & White1st

Tháng 3
- 2011.03.06 - BIGBANG11th - Tonight1st
- 2011.03.13 - BIGBANG12th - Tonight2nd
- 2011.03.20 - BIGBANG13th - Tonight3rd
- 2011.03.27 - TVXQ19th - 이것만은 알고가 (Before U Go)1st

Tháng 4
- 2011.04.03 - K.Will1st - 가슴이 뛴다 (My Heart is Beating)1st
- 2011.04.10 - CNBLUE4th - 직감 (Intuition)1st
- 2011.04.17 - BIGBANG14th - Love Song1st
- 2011.04.24 - BIGBANG15th - Love Song2nd

Tháng 5
- 2011.05.01 - BIGBANG16th - Love Song3rd
- 2011.05.08 - f(x)1st - 피노키오 (Danger)1st
- 2011.05.15 - f(x)2nd - 피노키오 (Danger)2nd
- 2011.05.22 - f(x)3rd - 피노키오 (Danger)3rd
- 2011.05.29 - 2NE110th - Lonely1st

Tháng 6
- 2011.06.05 - BEAST2nd - Fiction1st
- 2011.06.12 - BEAST3rd - Fiction2nd
- 2011.06.19 - Secret2nd - 별빛달빛 (Starlight Moonlight)1st
- 2011.06.26 - f(x)4th - Hot Summer1st

Tháng 7
- 2011.07.03 - 2PM10th - Hands Up1st
- 2011.07.10 - 2PM11th - Hands Up2nd
- 2011.07.17 - 2NE111th - 내가 제일 잘나가 (I Am The Best)1st
- 2011.07.24 - T-ARA6th - Roly-Poly1st
- 2011.07.31 - miss A2nd - Good-bye Baby1st

Tháng 8
- 2011.08.07 - 2NE112th - Ugly1st
- 2011.08.14 - 2NE113th - Ugly2nd
- 2011.08.21 - Super Junior14th - Mr. Simple1st
- 2011.08.28 - Super Junior15th - Mr. Simple2nd

Tháng 9
- 2011.09.04 - Super Junior16th - Mr. Simple3rd
- 2011.09.11 - SISTAR1st - So Cool1st
- 2011.09.18 - Davichi5th - 안녕이라고 말하지마 (Don't Say Goodbye)1st
- 2011.09.25 - KARA5th - STEP1st

Tháng 10
- 2011.10.02 - Không phát sóng (Davichi6th - 안녕이라고 말하지마 (Don't Say Goodbye)2nd)
- 2011.10.09 - INFINITE1st - 파라다이스 (Paradise)1st
- 2011.10.16 - Brown Eyed Girls5th - Sixth Sense1st
- 2011.10.23 - Brown Eyed Girls6th - Sixth Sense2nd
- 2011.10.30 - Girls' Generation18th - The Boys1st

Tháng 11
- 2011.11.06 - Girls' Generation19th - The Boys2nd
- 2011.11.13 - Girls' Generation20th - The Boys3rd
- 2011.11.20 - Lee Seung Gi7th - 친구잖아 (Aren't We Friends)1st
- 2011.11.27 - Wonder Girls7th - Be My Baby1st

Tháng 12
- 2011.12.04 - Wonder Girls8th - Be My Baby2nd
- 2011.12.11 - Wonder Girls9th - Be My Baby3rd
- 2011.12.18 - IU5th - 너랑 나 (You and I)1st
- 2011.12.25 - IU6th - 너랑 나 (You and I)2nd

##### 2012
Tháng 1
- 2012.01.01 - IU7th - 너랑 나 (You and I)3rd
- 2012.01.08 - HyunA1st & Hyunseung1st - Trouble Maker1st
- 2012.01.15 - T-ARA7th - Lovey-Dovey1st
- 2012.01.22 - T-ARA8th - Lovey-Dovey2nd
- 2012.01.29 - T-ARA9th - Lovey-Dovey3rd

Tháng 2
- 2012.02.05 - TEEN TOP1st - 미치겠어 (Going Crazy)1st
- 2012.02.12 - SE7EN8th - 내가 노래를 못해도 (When I Can't Sing)1st
- 2012.02.19 - SE7EN9th - 내가 노래를 못해도 (When I Can't Sing)2nd
- 2012.02.26 - FTISLAND7th - 지독하게 (Severely)1st

Tháng 3
- 2012.03.04 - miss A3rd - Touch1st
- 2012.03.11 - BIGBANG17th - BLUE1st
- 2012.03.18 - BIGBANG18th - BLUE2nd
- 2012.03.25 - BIGBANG19th - BLUE3rd

Tháng 4
- 2012.04.01 - SHINee10th - Sherlock•셜록 (Clue + Note)1st
- 2012.04.08 - SHINee11th - Sherlock•셜록 (Clue + Note)2nd
- 2012.04.15 - SHINee12th - Sherlock•셜록 (Clue + Note)3rd
- 2012.04.22 - CNBLUE5th - Hey You1st
- 2012.04.29 - SISTAR2nd - 나혼자 (Alone)1st

Tháng 5
- 2012.05.06 - SISTAR3rd - 나혼자 (Alone)2nd
- 2012.05.13 - Girls' Generation-TTS1st - Twinkle1st
- 2012.05.20 - Girls' Generation-TTS2nd - Twinkle2nd
- 2012.05.27 - Girls' Generation-TTS3rd - Twinkle3rd

Tháng 6
- 2012.06.03 - INFINITE2nd - 추격자 (The Chaser)1st
- 2012.06.10 - INFINITE3rd - 추격자 (The Chaser)2nd
- 2012.06.17 - Wonder Girls10th - Like This1st
- 2012.06.24 - Wonder Girls11th - Like This2nd

Tháng 7
- 2012.07.01 - f(x)5th - Electric Shock1st
- 2012.07.08 - f(x)6th - Electric Shock2nd

## Triple Crown

### Triple Crown (hệ thống cũ)
Triple Crown là một bài hát đã nhận được giải thưởng Mutizen Song (뮤티즌송) 3 lần liên tiếp. Sau đó, bài hát không còn nằm trong Take 7.
| Artist                | Song                         | Wins                                     |
| --------------------- | ---------------------------- | ---------------------------------------- |
| 1999                  |                              |                                          |
| 1TYM                  | "1TYM"                       | January 24, February 7, February 14      |
| Roo'ra                | "Good"                       | March 14, March 21, March 28             |
| Yu Seung-jun          | "Passion"                    | May 9, May 16, May 30                    |
| Fin.K.L               | "Forever Love"               | June 13, June 20, June 27                |
| Sechs Kies            | "Com' Back"                  | September 12, September 19, September 26 |
| H.O.T.                | "I Yah"                      | October 3, October 10, October 24        |
| 2000                  |                              |                                          |
| g.o.d                 | "Sorrow"                     | March 5, March 12, March 19              |
| g.o.d                 | "Friday Night"               | April 9, April 16, April 23              |
| Kim Min-jong          | "Why"                        | May 7, May 14, May 21                    |
| Jo Sung-mo            | "Do You Know"                | September 24, October 8, October 15      |
| H.O.T.                | "Outside Castle"             | October 22, October 29, November 5       |
| Fin.K.L               | "Now"                        | November 5, November 19, November 26     |
| g.o.d                 | "Lies"                       | December 3, December 10, December 17     |
| 2001                  |                              |                                          |
| Position              | "I Love You"                 | March 4, March 11, March 18              |
| Kim Gun-mo            | "짱가"                       | July 8, July 15, July 22                 |
| Yu Seung-jun          | "Wow"                        | October 7, October 14, October 21        |
| g.o.d                 | "Road"                       | December 9, December 16, December 23     |
| 2002                  |                              |                                          |
| g.o.d                 | "Place Where You Need To Be" | January 27, February 3, February 10      |
| jtL                   | "A Better Day"               | February 17, February 24, March 3        |
| S.E.S.                | "U"                          | March 10, March 17, March 24             |
| Fin.K.L               | "Forever"                    | March 31, April 7, April 14              |
| Shinhwa               | "Perfect Man"                | April 21, April 28, May 5                |
| BoA                   | "No.1"                       | May 12, May 19, May 26                   |
| Im Chang-jung         | "Sad Monologue"              | June 23, June 30, July 7                 |
| 2003                  |                              |                                          |
| BoA                   | "Atlantis Princess"          | June 22, July 6, July 13                 |
| Cool                  | "If You Will Get Married"    | August 3, August 10, August 17           |
| Lee Hyori             | "10 minutes"                 | September 7, September 14, September 21  |
| S                     | "I Swear"                    | October 19, October 26, November 2       |
| Rain                  | "Ways to Avoid the Sun"      | November 9, November 23, November 30     |
| 2004                  |                              |                                          |
| M.C. the MAX          | "Love's Poem"                | January 18, January 25, February 15      |
| 1TYM                  | "Feels So Hot"               | February 1, February 8, February 22      |
| Tei                   | "Love Leaves A Scent"        | February 29, March 7, March 14           |
| TVXQ                  | "Hug"                        | March 28, April 4, April 11              |
| Koyote                | "Disco King"                 | April 18, May 2, May 16                  |
| BoA                   | "My name"                    | July 4, July 11, July 18                 |
| Se7en                 | "Passion"                    | August 8, August 15, August 29           |
| Rain                  | "It's Raining"               | November 7, November 21, November 28     |
| 2005                  |                              |                                          |
| g.o.d                 | "반대가 끌리는 이유"         | January 30, February 6, February 13      |
| Tei                   | "Love Is...The Only One"     | February 20, February 27, March 6        |
| Jo Sung-mo            | "Mr.Flower"                  | March 20, April 3, April 10              |
| Buzz                  | "Coward"                     | March 27, April 17, April 24             |
| BoA                   | "Girls on top"               | July 17, July 24, July 31                |
| Kim Jong-kook         | "Walking in the Same Place"  | August 7, August 14, August 21           |
| Kim Jong-kook         | "Lovely"                     | September 11, September 25, October 2    |
| TVXQ                  | "Rising Sun"                 | October 9, October 16, October 23        |
| 2006                  |                              |                                          |
| Fly to the Sky        | "Like a Man"                 | February 5, February 12, February 19     |
| SG Wannabe            | "Partner for Life"           | April 30, May 7, May 14                  |
| Super Junior          | "U"                          | June 25, July 9, July 16                 |
| SG Wannabe            | "I Loved You"                | July 23, July 30, August 6               |
| Psy                   | "Entertainer"                | August 13, September 10, September 17    |
| TVXQ                  | ""O" - Jung.Ban.Hap."        | October 15, October 29, November 5       |
| 2007                  |                              |                                          |
| SS501                 | "4 Chance"                   | January 7, January 28, February 4        |
| Ivy                   | "Sonata of Temptation"       | April 1, April 8, April 22               |
| SG Wannabe            | "Arirang"                    | April 29, May 6, May 13                  |
| Yangpa                | "Love... What Is It?"        | June 24, July 1, July 8                  |
| F.T. Island           | "Love Sick"                  | July 29, August 5, August 12             |
| Wonder Girls          | "Tell Me"                    | October 28, November 11, November 18     |
| 2008                  |                              |                                          |
| Big Bang              | "Last Farewell"              | December 16, December 23, January 13     |
| Jewelry               | "One More Time"              | March 16, March 23, March 30             |
| Wonder Girls          | "So Hot"                     | June 15, June 22, June 29                |
| Taeyang               | "Only Look at Me"            | July 6, July 13, July 20                 |
| Lee Hyori             | "U-Go-Girl"                  | July 27, August 3, August 10             |
| Big Bang              | "Day By Day"                 | August 24, August 31, September 7        |
| TVXQ                  | "Mirotic"                    | October 12, October 19, October 26       |
| Rain                  | "Rainsm"                     | November 2, November 9, November 16      |
| Big Bang              | "Sunset Glow"                | November 30, December 7, December 14     |
| 2009                  |                              |                                          |
| Girls' Generation     | "Gee"                        | January 18, February 1, February 8       |
| Seungri               | "Strong Baby"                | February 15, February 22, March 1        |
| Super Junior          | "Sorry, Sorry"               | March 29, April 5, April 12              |
| Son Dam-bi            | "On Saturday Night"          | April 19, April 26, May 3                |
| 2PM                   | "Again & Again"              | May 10, May 17, May 24                   |
| 2NE1                  | "I Don't Care"               | July 26, August 2, August 9              |
| G-Dragon              | "Heartbreaker"               | September 6, September 13, September 20  |
| Shinee                | "Ring Ding Dong"             | November 1, November 8, November 15      |
| 2PM                   | "'Heartbeat"                 | November 29, December 6, December 13     |
| 2010                  |                              |                                          |
| T-ara                 | "Bo Peep Bo Peep"            | January 3, January 10, January 17        |
| After School          | "Because of You"             | December 20, December 27, January 24     |
| Girls' Generation     | "Oh!"                        | February 14, February 21, February 28    |
| Lee Hyori             | "Chitty Chitty Bang Bang"    | April 25, May 2, May 9                   |
| Super Junior          | "Bonamana"                   | May 30, June 6, June 13                  |
| 2NE1                  | "Can't Nobody"               | September 19, September 26, October 3    |
| Girls' Generation     | "Hoot"                       | November 7, November 21, November 28     |
| 2011                  |                              |                                          |
| IU                    | "Good Day"                   | December 19, December 26, January 2      |
| TVXQ                  | "Keep Your Head Down"        | January 16, January 23, January 30       |
| Big Bang              | "Tonight"                    | March 6, March 13, March 20              |
| Big Bang              | "Love Song"                  | April 17, April 24, May 1                |
| f(x)                  | "Pinocchio (Danger)"         | May 8, May 15, May 22                    |
| Super Junior          | "Mr. Simple"                 | August 21, August 28, September 4        |
| Girls' Generation     | "The Boys"                   | October 30, November 6, November 13      |
| Wonder Girls          | "Be My Baby"                 | November 27, December 4, December 11     |
| 2012                  |                              |                                          |
| IU                    | "You and I"                  | December 18, December 25, January 1      |
| T-ara                 | "Lovey-Dovey"                | January 15, January 22, January 29       |
| Big Bang              | "Blue"                       | March 11, March 18, March 25             |
| Shinee                | "Clue + Note"                | April 1, April 8, April 15               |
| Girls' Generation-TTS | "Twinkle"                    | May 13, May 20, May 27                   |

### Triple Crown (Hệ thống mới)
Triple Crown là bài hát nhận được vị trí đứng nhất ba lần. Sau đó, bài hát bị xóa khỏi bảng xếp hạng và and không thể dành thêm bất kì chiến thắng nào trên chương trình.
| Artist            | Song                   | Wins                                    |
| ----------------- | ---------------------- | --------------------------------------- |
| 2013              |                        |                                         |
| Psy               | "Gentleman"            | April 21, April 28, May 5               |
| Exo               | "Growl"                | August 18, August 25, September 1       |
| 2014              |                        |                                         |
| Akdong Musician   | "200%"                 | April 20, April 27, May 4               |
| Exo-K             | "Overdose"             | May 18, May 25, June 1                  |
| Taeyang           | "Eyes, Nose Lips"      | June 15, June 22, July 6                |
| Sistar            | "Touch My Body"        | August 3, August 10, August 17          |
| Apink             | "LUV"                  | December 7, December 14, December 28    |
| 2015              |                        |                                         |
| Exo               | "Call Me Baby"         | April 5, April 12, April 19             |
| Big Bang          | "Loser"                | May 10, May 17, May 24                  |
| Girls' Generation | "Lion Heart"           | August 30, September 6, September 13    |
| Taeyeon           | "I"                    | October 18, October 25, November 22     |
| Psy               | "Daddy"                | December 13, December 20, December 27   |
| 2016              |                        |                                         |
| Suzy & Baekhyun   | "Dream"                | January 17, January 24, January 31      |
| GFriend           | "Rough"                | February 7, February 21, February 28    |
| Twice             | "Cheer Up"             | May 8, May 22, May 29                   |
| GFriend           | "Navillera"            | July 24, July 31, August 7              |
| Twice             | "TT"                   | November 6, November 13, November 20    |
| 2017              |                        |                                         |
| Big Bang          | "Fxxk It"              | December 25, January 1, January 8       |
| Twice             | "Knock Knock"          | March 5, March 12, March 19             |
| IU                | "Palette"              | April 30, May 7, May 14                 |
| Twice             | "Signal"               | May 28, June 4, June 11                 |
| Blackpink         | "As If It's Your Last" | July 2, July 9, July 16                 |
| Sunmi             | "Gashina"              | September 3, September 10, September 24 |
| BTS               | "DNA"                  | October 1, October 8, October 15        |
| Twice             | "Likey"                | November 12, November 19, November 26   |
| 2018              |                        |                                         |
| Twice             | "Heart Shaker"         | December 24, December 31, January 7     |
| iKon              | "Love Scenario"        | February 18, February 25, March 4       |
| Mamamoo           | "Starry Night"         | March 18, March 25, April 1             |
| Twice             | "What Is Love?"        | April 22, April 29, May 6               |
| BTS               | "Fake Love"            | May 27, June 3, June 10                 |
| Blackpink         | "Ddu-Du Ddu-Du"        | June 24, July 1, July 8                 |
| Twice             | "Dance The Night Away" | July 22, July 29, August 5              |
| BTS               | "IDOL"                 | September 2, September 9, September 16  |
| IU                | "Bbibbi"               | October 21, October 28, November 4      |
| Jennie            | "SOLO"                 | November 25, December 2, December 16    |
| 2019              |                        |                                         |
| Itzy              | "Dalla Dalla"          | February 24, March 3, March 10          |
| BTS               | "Boy With Luv"         | April 28, May 12, May 19                |
| IU                | "Blueming"             | December 1, December 8, December 15     |
| Mamamoo           | "HIP"                  | November 24, December 22, December 29   |
| 2020              |                        |                                         |
| Red Velvet        | "Psycho"               | January 5, January 12, January 19       |
| Zico              | "Any song"             | January 26, February 2, February 9      |
| BTS               | "ON"                   | March 1, March 8, March 15              |
| Itzy              | "Wannabe"              | March 22, March 29, April 5             |
| IU kết hợp SUGA   | "Eight"                | May 17, May 24, May 31                  |
| Blackpink         | "How You Like That"    | July 5, July 12, July 19                |
| Hwasa             | "Maria"                | July 26, August 2, August 9             |
| BTS               | "Dynamite              | 30 tháng 8, 6 tháng 9, 13 tháng 9       |

### Inkigayo Q
Người xem có thể đưa ra các câu hỏi một nghệ sĩ nhất định thông qua một ứng dụng trên di động của SBS tên là Soty. Trong cuộc phỏng vấn, những câu hỏi được chọn sẽ được sử dụng và người gửi sẽ nhận được phần thưởng. Hoạt động này bắt đầu từ ngày 17 tháng 2 năm 2013.

### Inkigayo Showcase
Đây là một sân khấu dành cho các nghệ sĩ indie và nghệ sĩ mới ít có cơ hội xuất hiện trên truyền hình. Hoạt động này bắt đầu cùng với Inkigayo Chart vào ngày 17 tháng 3 năm 2013.

### Inkigayo Chart
Sau khi hủy bỏ hệ thống Take 7 vào tháng 7 năm 2012, một bảng xếp hạng mới được sử dụng kể từ ngày 17 tháng 3 năm 2013, bao gồm 50 bài hát để người xem bình chọn thông qua ứng dụng Soty, kết hợp với hai bảng xếp hạng nhạc số và album cũng như bảng xếp hạng Gaon của Hiệp hội Ngành công nghiệp Âm nhạc Hàn Quốc.
Điểm số được xác định dựa trên Digital Sales Points từ bảng xếp hạng Gaon (60%), SNS Points từ lượt xem trên YouTube và số lần mention trên Twitter (35%) và Advance Viewers Vote Points từ số lượt bình chọn thông qua ứng dụng Soty (5%). Top 50 bài hát của bảng xếp hạng sẽ xuất hiện trong chương trình. 3 nghệ sĩ dẫn đầu sẽ trở thành ứng cử viên quán quân, sau đó số lượt bình chọn trực tiếp của người xem thông qua tin nhắn và ứng dụng M& TV talk sẽ được cộng vào để xác định người chiến thắng.
| Giai đoạn                                | Cách tính điểm |
| ---------------------------------------- | --- |
| 17 tháng 3 năm 2013                      | Digital Single Sales (50%), SNS (30%), Advance Viewer Votes (20%), Live Votes (20%) (chỉ dành cho ứng cử viên quán quân)                  |
| 24 tháng 3 năm 2013 - 1 tháng 2 năm 2015 | Digital Single Sales (60%), SNS (35%), Advance Viewer Votes (5%), Live Votes (10%) (chỉ dành cho ứng cử viên quán quân)                   |
| 8 tháng 2 năm 2015 - 29 tháng 1 năm 2017 | Digital Single Sales (55%), SNS (35%), album sales (5%), advance viewer votes (5%), live votes (10%) (chỉ dành cho ứng cử viên quán quân) |
| 5 tháng 2 - 28 tháng 5 năm 2017          | Digital single sales (55%), SNS (35%), album sales (5%), advance viewer votes (5%) (không có phiếu bầu trực tiếp)                         |
| 4 tháng 6 năm 2017 - 27 tháng 1 năm 2019 | Digital single sales (55%), SNS (35%), album sales (5%), advance viewer votes (5%), On-Air (10%)                                          |
| 3 tháng 2 năm 2019 - nay                 | Digital single sales (55%), SNS (30%), album sales (10%), advance viewer votes (5%), On-Air (10%)                                         |

#### Quán quân

##### 2013
Tháng 3
- 2013.03.17 - SHINee13th - Dream Girl1st [9,224 điểm]
- 2013.03.24 - Lee Hi1st - It's Over1st [9,126 điểm]
- 2013.03.31 - INFINITE4th - Man in Love1st [7,893 điểm]

Tháng 4
- 2013.04.07 - INFINITE5th - Man in Love2nd [8,291 điểm]
- 2013.04.14 - Lee Hi2nd - Rose1st [9,142 điểm]
- 2013.04.21 - PSY7th - Gentleman1st [9,712 điểm]
- 2013.04.28 - PSY8th - Gentleman2nd [9,751 điểm]

Tháng 5
- 2013.05.05 - PSY9th - Gentleman3rd [9,354 điểm]
- 2013.05.12 - Không phát sóng
- 2013.05.19 - 4Minute2nd – 이름이 뭐예요? (What's Your Name?)1st [8,419 điểm]
- 2013.05.26 - 4Minute3rd – 이름이 뭐예요? (What's Your Name?)2nd [10,230 điểm]

Tháng 6
- 2013.06.02 - Lee Hyori14th - Bad Girls1st [10,308 điểm]
- 2013.06.09 - CL1st - 나쁜기집애 (The Baddest Female)1st [9,222 điểm]
- 2013.06.16 - EXO1st - 늑대와 미녀 (Wolf)1st [7,876 điểm]
- 2013.06.23 - SISTAR4th - Give It To Me1st [10,503 điểm]
- 2013.06.30 - SISTAR5th - Give It To Me2nd [10,554 điểm]

Tháng 7
- 2013.07.07 - <Không phát sóng để nhường chỗ cho bản tin về chuyến bay 214 của Asiana Airlines>[16][17] Girl's Day1st - 여자 대통령 (Female President)1st [8,887 điểm]
- 2013.07.14 - <Chương trình đặc biệt nửa đầu năm> Không có người chiến thắng
- 2013.07.21 - 2NE114th - Falling In Love1st [10,260 điểm]
- 2013.07.28 - INFINITE6th - Destiny1st [9,771 điểm]

Tháng 8
- 2013.08.04 - BEAST4th - Shadow1st [9,149 điểm]
- 2013.08.11 - f(x)7th - Rum Pum Pum Pum1st [9,674 điểm]
- 2013.08.18 - EXO2nd - Growl1st [10,628 điểm]
- 2013.08.25 - EXO3rd - 으르렁 (Growl)2nd [9,518 điểm]

Tháng 9
- 2013.09.01 - EXO4th - 으르렁 (Growl)3rd [9,313 điểm]
- 2013.09.08 - TEEN TOP2nd - 장난아냐 (Rocking)1st [8,075 điểm]
- 2013.09.15 - G-Dragon5th - 쿠데타 (Coup D'etat)1st [7,437 điểm]
- 2013.09.22 - G-Dragon6th - 삐딱하게 (Crooked)1st [8,230 điểm]
- 2013.09.29 - G-Dragon7th - 삐딱하게 (Crooked)2nd [8,123 điểm]

Tháng 10
- 2013.10.06 - Busker Busker1st - 처음엔 사랑이란게 (Love, at first)1st [8,163 điểm]
- 2013.10.13 - Block B1st - Very Good1st [8,069 điểm]
- 2013.10.20 - IU8th - 분홍신 (The Red Shoes)1st [10,521 điểm]
- 2013.10.27 - SHINee14th - (Everybody)1st [10,735 điểm]

Tháng 11
- 2013.11.03 - K.Will2nd - 촌스럽게 왜 이래 (You Don't Know Love)1st [9,609 điểm]
- 2013.11.10 - Trouble Maker2nd - 내일은 없어 (Now)1st [11,000 điểm]
- 2013.11.17 - Miss A4th - Hush1st [8,559 điểm]
- 2013.11.24 - Taeyang6th - 링가 링가 (Ringa Linga)1st [8,023 điểm]

Tháng 12
- 2013.12.01 - 2NE115th - 그리워해요 (Missing You)1st [9,858 điểm]
- 2013.12.08 - 2NE116th - 그리워해요 (Missing You)2nd [9,773 điểm]
- 2013.12.15 - EXO5th - 12월의 기적 (Miracles in December)1st [9,242 điểm]
- 2013.12.22 - EXO6th - 12월의 기적 (Miracles in December)2nd [10,302 điểm]
- 2013.12.29 - IU9th - 금요일에 만나요 (Friday)1st [7,907 điểm]

##### 2014
|   | Triple Crown          |
|   | Highest score in 2014 |
| — | No show was held      |

| Episode | Date        | Artist                | Song                                   | Points               |
| ------- | ----------- | --------------------- | -------------------------------------- | -------------------- |
| 752     | 5 tháng 1   | IU                    | "Friday"                               | 8,228                |
| 753     | 12 tháng 1  | Girl's Day            | "Something"                            | 8,955                |
| 754     | 19 tháng 1  | TVXQ                  | "Something"                            | 9,901                |
| 755     | 26 tháng 1  | B1A4                  | "Lonely"                               | 9,294                |
| 756     | 2 tháng 2   | Girl's Day            | "Something"                            | 8,107                |
| 757     | 9 tháng 2   | AOA                   | "Miniskirt"                            | 8,661                |
| 758     | 16 tháng 2  | B.A.P.                | "1004 (Angel)"                         | 7,584                |
| 759     | 23 tháng 2  | Soyou & Junggigo      | "Some"                                 | 8,020                |
| 760     | 2 tháng 3   | Sunmi                 | "Full Moon"                            | 8,421                |
| 761     | 9 tháng 3   | Girls' Generation     | "Mr. Mr."                              | 10,974               |
| 762     | 16 tháng 3  | 2NE1                  | "Come Back Home"                       | 9,398                |
| 763     | 23 tháng 3  | Girls' Generation     | "Mr. Mr."                              | 9,489                |
| 764     | 30 tháng 3  | 4Minute               | "Whatcha Doin' Today"                  | 8,928                |
| 765     | 6 tháng 4   | Park Hyo-shin         | "Wild Flower"                          | 7,754                |
| 766     | 13 tháng 4  | Apink                 | "Mr. Chu"                              | 10,578               |
| —       | 20 tháng 4  | Akdong Musician       | "200%"                                 | 9,556                |
| —       | 27 tháng 4  | Akdong Musician       | "200%"                                 | 9,181                |
| —       | 4 tháng 5   | Akdong Musician       | "200%"                                 | 9,662                |
| —       | 11 tháng 5  | High4 & IU            | "Not Spring, Love, or Cherry Blossoms" | 9,500                |
| 767     | 18 tháng 5  | Exo-K                 | "Overdose"                             | 10,258               |
| 768     | 25 tháng 5  | Exo-K                 | "Overdose"                             | 9,130                |
| 769     | 1 tháng 6   | Exo-K                 | "Overdose"                             | 7,080                |
| 770     | 8 tháng 6   | VIXX                  | "Eternity"                             | 6,456                |
| —       | 15 tháng 6  | Taeyang               | "Eyes, Nose, Lips"                     | 9,665                |
| 771     | 22 tháng 6  | Taeyang               | "Eyes, Nose, Lips"                     | 9,199                |
| 772     | 29 tháng 6  | Beast                 | "Good Luck"                            | 11,000               |
| 773     | 6 tháng 7   | Taeyang               | "Eyes, Nose, Lips"                     | 10,037               |
| 774     | 13 tháng 7  | Beast                 | "Good Luck"                            | 8,037                |
| 775     | 20 tháng 7  | f(x)                  | "Red Light"                            | 9,589                |
| 776     | 27 tháng 7  | Girl's Day            | "Darling"                              | 9,817                |
| 777     | 3 tháng 8   | Sistar                | "Touch My Body"                        | 9,576                |
| 778     | 10 tháng 8  | Sistar                | "Touch My Body"                        | 8,933                |
| 779     | 17 tháng 8  | Sistar                | "Touch My Body"                        | 9,585                |
| 780     | 24 tháng 8  | Winner                | "Empty"                                | 10,695               |
| 781     | 31 tháng 8  | Winner                | "Empty"                                | 7,398                |
| 782     | 7 tháng 9   | Sistar                | "I Swear"                              | 7,754                |
| 783     | 14 tháng 9  | Super Junior          | "Mamacita"                             | 8,208                |
| 784     | 21 tháng 9  | Super Junior          | "Mamacita"                             | 7,881                |
| —       | 28 tháng 9  | Girls' Generation-TTS | "Holler"                               | 9,687                |
| 785     | 5 tháng 10  | Ailee                 | "Don't Touch Me"                       | 9,152                |
| 786     | 12 tháng 10 | Kim Dong-ryul         | "How I Am"                             | 9,682                |
| 787     | 19 tháng 10 | IU                    | "Sogyeokdong"                          | 8,732                |
| 788     | 26 tháng 10 | VIXX                  | "Error"                                | 8,756                |
| 789     | 2 tháng 11  | Beast                 | "12:30"                                | 10,206               |
| 790     | 9 tháng 11  | Beast                 | "12:30"                                | 10,277               |
| 791     | 16 tháng 11 | MC Mong               | "Miss Me or Diss Me"                   | 9,569                |
| 792     | 23 tháng 11 | Hi Suhyun             | "I'm Different"                        | 8,786                |
| 793     | 30 tháng 11 | GD X Taeyang          | "Good Boy"                             | 7,667                |
| 794     | 7 tháng 12  | Apink                 | "Luv"                                  | 8,710                |
| 795     | 14 tháng 12 | Apink                 | "Luv"                                  | 7,915                |
| —       | 21 tháng 12 | 2014 SBS Gayo Daejun  | 2014 SBS Gayo Daejun                   | 2014 SBS Gayo Daejun |
| 796     | 28 tháng 12 | Apink                 | "Luv"                                  | 8,382                |

##### 2015
| Episode | Date        | Artist            | Song                     | Points | Ref.   |
| ------- | ----------- | ----------------- | ------------------------ | ------ | ------ |
| 797     | 4 tháng 1   | GD X Taeyang      | "Good Boy"               | 8,136  | [ 20 ] |
| 798     | 11 tháng 1  | EXID              | "Up & Down"              | 8,346  | [ 21 ] |
| 799     | 18 tháng 1  | Jonghyun          | "Déjà-Boo"               | 8,218  | [ 22 ] |
| 800     | 25 tháng 1  | Mad Clown         | "Fire"                   | 9,286  | [ 23 ] |
| 801     | 1 tháng 2   | Jung Yong-hwa     | "One Fine Day"           | 8,106  | [ 24 ] |
| 802     | 8 tháng 2   | Infinite H        | "Pretty"                 | 9,408  | [ 25 ] |
| 803     | 15 tháng 2  | Naul              | "You from the Same Time" | 8,525  | [ 26 ] |
| —       | 22 tháng 2  | 4Minute           | "Crazy"                  | 7,526  | [ 27 ] |
| 804     | 1 tháng 3   | 4Minute           | "Crazy"                  | 7,975  | [ 28 ] |
| 805     | 8 tháng 3   | VIXX              | "Love Equation"          | 9,632  | [ 29 ] |
| 806     | 15 tháng 3  | Shinhwa           | "Sniper"                 | 7,708  | [ 30 ] |
| 807     | 22 tháng 3  | Shinhwa           | "Sniper"                 | 7,902  | [ 31 ] |
| 808     | 29 tháng 3  | Red Velvet        | "Ice Cream Cake"         | 8,504  | [ 32 ] |
| 809     | 5 tháng 4   | Exo               | "Call Me Baby"           | 10,000 | [ 33 ] |
| 810     | 12 tháng 4  | Exo               | "Call Me Baby"           | 9,717  | [ 34 ] |
| 811     | 19 tháng 4  | Exo               | "Call Me Baby"           | 10,051 | [ 35 ] |
| 812     | 26 tháng 4  | EXID              | "Ah Yeah"                | 9,387  | [ 36 ] |
| 813     | 3 tháng 5   | EXID              | "Ah Yeah"                | 9,333  | [ 37 ] |
| 814     | 10 tháng 5  | Big Bang          | "Loser"                  | 10,909 | [ 38 ] |
| 815     | 17 tháng 5  | Big Bang          | "Loser"                  | 10,594 | [ 39 ] |
| 816     | 24 tháng 5  | Big Bang          | "Loser"                  | 10,127 | [ 40 ] |
| 817     | 31 tháng 5  | Shinee            | "View"                   | 9,741  | [ 41 ] |
| 818     | 7 tháng 6   | Shinee            | "View"                   | 10,850 | [ 42 ] |
| 819     | 14 tháng 6  | Big Bang          | "Bang Bang Bang"         | 9,029  | [ 43 ] |
| 820     | 21 tháng 6  | Exo               | "Love Me Right"          | 9,308  | [ 44 ] |
| 821     | 28 tháng 6  | Big Bang          | "Bang Bang Bang"         | 9,981  | [ 45 ] |
| 822     | 5 tháng 7   | Sistar            | "Shake It"               | 9,583  | [ 46 ] |
| 823     | 12 tháng 7  | Big Bang          | "Sober"                  | 9,189  | [ 47 ] |
| 824     | 19 tháng 7  | Girls' Generation | "Party"                  | 10,229 | [ 48 ] |
| 825     | 26 tháng 7  | Girls' Generation | "Party"                  | 8,481  | [ 49 ] |
| 826     | 2 tháng 8   | Beast             | "Gotta Go to Work"       | 7,470  | [ 50 ] |
| 827     | 9 tháng 8   | Beast             | "YeY"                    | 7,154  | [ 51 ] |
| 828     | 16 tháng 8  | Big Bang          | "Let's Not Fall in Love" | 9,000  | [ 52 ] |
| 829     | 23 tháng 8  | Big Bang          | "Let's Not Fall in Love" | 11,000 | [ 53 ] |
| 830     | 30 tháng 8  | Girls' Generation | "Lion Heart"             | 9,561  | [ 54 ] |
| 831     | 6 tháng 9   | Girls' Generation | "Lion Heart"             | 10,520 | [ 55 ] |
| 832     | 13 tháng 9  | Girls' Generation | "Lion Heart"             | 10,372 | [ 56 ] |
| 833     | 20 tháng 9  | Red Velvet        | "Dumb Dumb"              | 10,651 | [ 57 ] |
| 834     | 27 tháng 9  | iKon              | "My Type"                | 9,273  | [ 58 ] |
| 835     | 4 tháng 10  | iKon              | "My Type"                | 9,160  | [ 59 ] |
| —       | 11 tháng 10 | Im Chang-jung     | "Love Again"             | 6,437  | [ 60 ] |
| 836     | 18 tháng 10 | Taeyeon           | "I"                      | 10,140 | [ 61 ] |
| 837     | 25 tháng 10 | Taeyeon           | "I"                      | 8,454  | [ 62 ] |
| 838     | 1 tháng 11  | IU                | "Twenty-Three"           | 8,208  | [ 63 ] |
| 839     | 8 tháng 11  | IU                | "Twenty-Three"           | 9,514  | [ 64 ] |
| 840     | 15 tháng 11 | Zico              | "Boys and Girls"         | 7,777  | [ 65 ] |
| —       | 22 tháng 11 | Taeyeon           | "I"                      | 6,627  | [ 66 ] |
| 841     | 29 tháng 11 | iKon              | "Apology"                | 8,301  | [ 67 ] |
| 842     | 6 tháng 12  | EXID              | "Hot Pink"               | 8,331  | [ 68 ] |
| 843     | 13 tháng 12 | Psy               | "Daddy"                  | 9,077  | [ 69 ] |
| 844     | 20 tháng 12 | Psy               | "Daddy"                  | 8,460  | [ 70 ] |
| —       | 27 tháng 12 | Psy               | "Daddy"                  | 6,382  | [ 71 ] |

##### 2016
| Episode | Date        | Artist          | Song                        | Points | Ref.    |
| ------- | ----------- | --------------- | --------------------------- | ------ | ------- |
| 845     | 3 tháng 1   | Turbo           | "Again"                     | 9,089  | [ 72 ]  |
| 846     | 10 tháng 1  | Gary            | "Lonely Night"              | 7,202  | [ 73 ]  |
| 847     | 17 tháng 1  | Suzy & Baekhyun | "Dream"                     | 10,000 | [ 74 ]  |
| 848     | 24 tháng 1  | Suzy & Baekhyun | "Dream"                     | 8,854  | [ 75 ]  |
| 849     | 31 tháng 1  | Suzy & Baekhyun | "Dream"                     | 7,979  | [ 76 ]  |
| —       | 7 tháng 2   | GFriend         | "Rough"                     | 8,881  | [ 77 ]  |
| 850     | 14 tháng 2  | Taeyeon         | "Rain"                      | 9,797  | [ 78 ]  |
| 851     | 21 tháng 2  | GFriend         | "Rough"                     | 9,386  | [ 79 ]  |
| 852     | 28 tháng 2  | GFriend         | "Rough"                     | 9,429  | [ 80 ]  |
| 853     | 6 tháng 3   | Mamamoo         | "You're the Best"           | 9,433  | [ 81 ]  |
| 854     | 13 tháng 3  | Mamamoo         | "You're the Best"           | 9,825  | [ 82 ]  |
| 855     | 20 tháng 3  | Lee Hi          | "Breathe"                   | 9,194  | [ 83 ]  |
| 856     | 27 tháng 3  | Red Velvet      | "One of These Nights"       | 9,495  | [ 84 ]  |
| 857     | 3 tháng 4   | Got7            | "Fly"                       | 8,938  | [ 85 ]  |
| 858     | 10 tháng 4  | Block B         | "A Few Years Later"         | 8,229  | [ 86 ]  |
| 859     | 17 tháng 4  | 10cm            | "What the Spring??"         | 7,660  | [ 87 ]  |
| 860     | 24 tháng 4  | Block B         | "Toy"                       | 10,324 | [ 88 ]  |
| 861     | 1 tháng 5   | Jung Eun-ji     | "Hopefully Sky"             | 9,334  | [ 89 ]  |
| 862     | 8 tháng 5   | Twice           | "Cheer Up"                  | 10,429 | [ 90 ]  |
| 863     | 15 tháng 5  | BTS             | "Fire"                      | 7,487  | [ 91 ]  |
| 864     | 22 tháng 5  | Twice           | "Cheer Up"                  | 9,631  | [ 92 ]  |
| 865     | 29 tháng 5  | Twice           | "Cheer Up"                  | 9,543  | [ 93 ]  |
| 866     | 5 tháng 6   | Baek A-yeon     | "So-So"                     | 7,118  | [ 94 ]  |
| 867     | 12 tháng 6  | EXID            | "L.I.E"                     | 7,208  | [ 95 ]  |
| 868     | 19 tháng 6  | Exo             | "Monster"                   | 11,000 | [ 96 ]  |
| 869     | 26 tháng 6  | Exo             | "Monster"                   | 9,430  | [ 97 ]  |
| 870     | 3 tháng 7   | Sistar          | "I Like That"               | 9,144  | [ 98 ]  |
| 871     | 10 tháng 7  | Taeyeon         | "Why"                       | 10,557 | [ 99 ]  |
| 872     | 17 tháng 7  | Wonder Girls    | "Why So Lonely"             | 9,501  | [ 100 ] |
| 873     | 24 tháng 7  | GFriend         | "Navillera"                 | 10,328 | [ 101 ] |
| 874     | 31 tháng 7  | GFriend         | "Navillera"                 | 10,156 | [ 102 ] |
| 875     | 7 tháng 8   | GFriend         | "Navillera"                 | 10,028 | [ 103 ] |
| 876     | 14 tháng 8  | Hyuna           | "How's This?"               | 7,575  | [ 104 ] |
| 877     | 21 tháng 8  | Blackpink       | "Whistle"                   | 9,030  | [ 105 ] |
| 878     | 28 tháng 8  | Exo             | "Lotto"                     | 10,122 | [ 106 ] |
| 879     | 4 tháng 9   | Exo             | "Lotto"                     | 7,733  | [ 107 ] |
| 880     | 11 tháng 9  | Blackpink       | "Whistle"                   | 7,126  | [ 108 ] |
| —       | 18 tháng 9  | Im Chang-jung   | "The Love That I Committed" | 6,727  | [ 109 ] |
| 881     | 25 tháng 9  | Red Velvet      | "Russian Roulette"          | 8,226  | [ 110 ] |
| 882     | 2 tháng 10  | Infinite        | "The Eye"                   | 7,744  | [ 111 ] |
| 883     | 9 tháng 10  | Got7            | "Hard Carry"                | 9,185  | [ 112 ] |
| 884     | 16 tháng 10 | Shinee          | "1 of 1"                    | 8,887  | [ 113 ] |
| 885     | 23 tháng 10 | BTS             | "Blood Sweat & Tears"       | 10,000 | [ 114 ] |
| 886     | 30 tháng 10 | I.O.I           | "Very Very Very"            | 8,893  | [ 115 ] |
| 887     | 6 tháng 11  | Twice           | "TT"                        | 9,782  | [ 116 ] |
| 888     | 13 tháng 11 | Twice           | "TT"                        | 9,978  | [ 117 ] |
| 889     | 20 tháng 11 | Twice           | "TT"                        | 10,256 | [ 118 ] |
| 890     | 27 tháng 11 | Blackpink       | "Playing with Fire"         | 9,083  | [ 119 ] |
| 891     | 4 tháng 12  | Blackpink       | "Playing with Fire"         | 9,019  | [ 120 ] |
| 892     | 11 tháng 12 | Zico            | "Bermuda Triangle"          | 7,582  | [ 121 ] |
| 893     | 18 tháng 12 | Heize           | "Star"                      | 6,785  | [ 122 ] |
| —       | 25 tháng 12 | Big Bang        | "Fxxk It"                   | 9,500  | [ 123 ] |

##### 2017
| Episode | Date        | Artist             | Song                   | Points | Ref.    |
| ------- | ----------- | ------------------ | ---------------------- | ------ | ------- |
| 894     | 1 tháng 1   | Big Bang           | "Fxxk It"              | 10,186 | [ 72 ]  |
| 895     | 8 tháng 1   | Big Bang           | "Fxxk It"              | 10,500 | [ 124 ] |
| 896     | 15 tháng 1  | Shinhwa            | "Touch"                | 7,378  | [ 125 ] |
| 897     | 22 tháng 1  | Shinhwa            | "Touch"                | 8,873  | [ 126 ] |
| —       | 29 tháng 1  | I.O.I              | "Downpour"             | 5,558  | [ 127 ] |
| 898     | 5 tháng 2   | Dynamic Duo & Chen | "Nosedive"             | 6,703  | [ 128 ] |
| 899     | 12 tháng 2  | Red Velvet         | "Rookie"               | 8,075  | [ 129 ] |
| 900     | 19 tháng 2  | Red Velvet         | "Rookie"               | 8,901  | [ 130 ] |
| 901     | 26 tháng 2  | BTS                | "Spring Day"           | 8,643  | [ 131 ] |
| 902     | 5 tháng 3   | Twice              | "Knock Knock"          | 9,688  | [ 132 ] |
| 903     | 12 tháng 3  | Twice              | "Knock Knock"          | 8,976  | [ 133 ] |
| —       | 19 tháng 3  | Twice              | "Knock Knock"          | 9,421  | [ 134 ] |
| 904     | 26 tháng 3  | Jung Key           | "Anymore"              | 5,407  | [ 135 ] |
| 905     | 2 tháng 4   | Highlight          | "Plz Don't Be Sad"     | 9,274  | [ 136 ] |
| 906     | 9 tháng 4   | IU                 | "Through The Night"    | 7,576  | [ 137 ] |
| —       | 16 tháng 4  | Winner             | "Really Really"        | 8,811  | [ 138 ] |
| 907     | 23 tháng 4  | Winner             | "Really Really"        | 7,836  | [ 139 ] |
| 908     | 30 tháng 4  | IU                 | "Palette"              | 6,250  | [ 140 ] |
| 909     | 7 tháng 5   | IU                 | "Palette"              | 9,790  | [ 141 ] |
| 910     | 14 tháng 5  | IU                 | "Palette"              | 8,691  | [ 142 ] |
| 911     | 21 tháng 5  | Psy                | "I Luv It"             | 8,546  | [ 143 ] |
| 912     | 28 tháng 5  | Twice              | "Signal"               | 9,190  | [ 144 ] |
| 913     | 4 tháng 6   | Twice              | "Signal"               | 10,421 | [ 145 ] |
| 914     | 11 tháng 6  | Twice              | "Signal"               | 9,499  | [ 146 ] |
| 915     | 18 tháng 6  | G-Dragon           | "Untitled, 2014"       | 9,000  | [ 147 ] |
| 916     | 25 tháng 6  | G-Dragon           | "Untitled, 2014"       | 8,768  | [ 148 ] |
| 917     | 2 tháng 7   | Blackpink          | "As If It's Your Last" | 7,685  | [ 149 ] |
| 918     | 9 tháng 7   | Blackpink          | "As If It's Your Last" | 8,652  | [ 150 ] |
| 919     | 16 tháng 7  | Blackpink          | "As If It's Your Last" | 7,944  | [ 151 ] |
| 920     | 23 tháng 7  | Red Velvet         | "Red Flavor"           | 9,467  | [ 152 ] |
| 921     | 30 tháng 7  | Exo                | "Ko Ko Bop"            | 8,372  | [ 153 ] |
| 922     | 6 tháng 8   | Exo                | "Ko Ko Bop"            | 8,346  | [ 154 ] |
| 923     | 13 tháng 8  | GFriend            | "Love Whisper"         | 8,915  | [ 155 ] |
| 924     | 20 tháng 8  | Wanna One          | "Energetic"            | 9,965  | [ 156 ] |
| 925     | 27 tháng 8  | Wanna One          | "Energetic"            | 6,494  | [ 157 ] |
| 926     | 3 tháng 9   | Sunmi              | "Gashina"              | 6,943  | [ 158 ] |
| 927     | 10 tháng 9  | Sunmi              | "Gashina"              | 7,385  | [ 159 ] |
| 928     | 17 tháng 9  | Exo                | "Power"                | 6,483  | [ 160 ] |
| —       | 24 tháng 9  | Sunmi              | "Gashina"              | 7,335  | [ 161 ] |
| 929     | 1 tháng 10  | BTS                | "DNA"                  | 7,422  | [ 162 ] |
| 930     | 8 tháng 10  | BTS                | "DNA"                  | 7,421  | [ 163 ] |
| 931     | 15 tháng 10 | BTS                | "DNA"                  | 6,475  | [ 164 ] |
| —       | 22 tháng 10 | Bolbbalgan4        | "Some"                 | 6,514  | [ 165 ] |
| 932     | 29 tháng 10 | BtoB               | "Missing You"          | 9,238  | [ 166 ] |
| 933     | 5 tháng 11  | BtoB               | "Missing You"          | 6,594  | [ 167 ] |
| 934     | 12 tháng 11 | Twice              | "Likey"                | 9,808  | [ 168 ] |
| 935     | 19 tháng 11 | Twice              | "Likey"                | 8,744  | [ 169 ] |
| 936     | 26 tháng 11 | Twice              | "Likey"                | 7,707  | [ 170 ] |
| 937     | 3 tháng 12  | Minseo             | "Yes"                  | 5,936  | [ 171 ] |
| 938     | 10 tháng 12 | Red Velvet         | "Peek-a-Boo"           | 8,295  | [ 172 ] |
| 939     | 17 tháng 12 | Zion.T             | "Snow"                 | 6,637  | [ 173 ] |
| —       | 24 tháng 12 | Twice              | "Heart Shaker"         | 10,236 | [ 174 ] |
| —       | 31 tháng 12 | Twice              | "Heart Shaker"         | 8,878  | [ 175 ] |

##### 2018
| Episode | Date        | Artist        | Song                                             | Points | Ref.    |
| ------- | ----------- | ------------- | ------------------------------------------------ | ------ | ------- |
| 940     | 7 tháng 1   | Twice         | "Heart Shaker"                                   | 7,926  | [ 176 ] |
| 941     | 14 tháng 1  | Red Velvet    | "Peek-a-Boo"                                     | 6,477  | [ 177 ] |
| 942     | 21 tháng 1  | Infinite      | "Tell Me"                                        | 6,428  | [ 178 ] |
| 943     | 28 tháng 1  | Sunmi         | "Heroine"                                        | 7,017  | [ 179 ] |
| 944     | 4 tháng 2   | Sunmi         | "Heroine"                                        | 7,146  | [ 180 ] |
| —       | 11 tháng 2  | Red Velvet    | "Bad Boy"                                        | 9,490  | [ 181 ] |
| 945     | 18 tháng 2  | iKon          | "Love Scenario"                                  | 8,543  | [ 182 ] |
| 946     | 25 tháng 2  | iKon          | "Love Scenario"                                  | 8,986  | [ 183 ] |
| 947     | 4 tháng 3   | iKon          | "Love Scenario"                                  | 9,091  | [ 184 ] |
| 948     | 11 tháng 3  | Momoland      | "Bboom Bboom"                                    | 9,051  | [ 185 ] |
| 949     | 18 tháng 3  | Mamamoo       | "Starry Night"                                   | 9,158  | [ 186 ] |
| 950     | 25 tháng 3  | Mamamoo       | "Starry Night"                                   | 6,853  | [ 187 ] |
| 951     | 1 tháng 4   | Mamamoo       | "Starry Night"                                   | 7,265  | [ 188 ] |
| 952     | 8 tháng 4   | Momoland      | "Bboom Bboom"                                    | 7,409  | [ 189 ] |
| 953     | 15 tháng 4  | Winner        | "Everyday"                                       | 8,799  | [ 190 ] |
| 954     | 22 tháng 4  | Twice         | "What Is Love?"                                  | 10,527 | [ 191 ] |
| 955     | 29 tháng 4  | Twice         | "What Is Love?"                                  | 9,752  | [ 192 ] |
| 956     | 6 tháng 5   | Twice         | "What Is Love?"                                  | 9,575  | [ 193 ] |
| 957     | 13 tháng 5  | GFriend       | "Time for the Moon Night"                        | 8,811  | [ 194 ] |
| 958     | 20 tháng 5  | GFriend       | "Time for the Moon Night"                        | 6,972  | [ 195 ] |
| 959     | 27 tháng 5  | BTS           | "Fake Love"                                      | 7,068  | [ 196 ] |
| 960     | 3 tháng 6   | BTS           | "Fake Love"                                      | 10,918 | [ 197 ] |
| 961     | 10 tháng 6  | BTS           | "Fake Love"                                      | 8,681  | [ 198 ] |
| 962     | 17 tháng 6  | Bolbbalgan4   | "Travel"                                         | 7,427  | [ 199 ] |
| 963     | 24 tháng 6  | Blackpink     | "Ddu-Du Ddu-Du"                                  | 6,886  | [ 200 ] |
| 964     | 1 tháng 7   | Blackpink     | "Ddu-Du Ddu-Du"                                  | 10,170 | [ 201 ] |
| 965     | 8 tháng 7   | Blackpink     | "Ddu-Du Ddu-Du"                                  | 9,753  | [ 202 ] |
| 966     | 15 tháng 7  | Apink         | "I'm So Sick"                                    | 8,812  | [ 203 ] |
| 967     | 22 tháng 7  | Twice         | "Dance the Night Away"                           | 10,571 | [ 204 ] |
| 968     | 29 tháng 7  | Twice         | "Dance the Night Away"                           | 9,086  | [ 205 ] |
| 969     | 5 tháng 8   | Twice         | "Dance the Night Away"                           | 9,221  | [ 206 ] |
| 970     | 12 tháng 8  | Zico          | "SoulMate"                                       | 6,816  | [ 207 ] |
| —       | 19 tháng 8  | Red Velvet    | "Power Up"                                       | 10,494 | [ 208 ] |
| 971     | 26 tháng 8  | Red Velvet    | "Power Up"                                       | 8,684  | [ 209 ] |
| 972     | 2 tháng 9   | BTS           | "Idol"                                           | 6,038  | [ 210 ] |
| 973     | 9 tháng 9   | BTS           | "Idol"                                           | 9,513  | [ 211 ] |
| 974     | 16 tháng 9  | BTS           | "Idol"                                           | 8,320  | [ 212 ] |
| 975     | 23 tháng 9  | Sunmi         | "Siren"                                          | 7,426  | [ 213 ] |
| 976     | 30 tháng 9  | Got7          | "Lullaby"                                        | 6,228  | [ 214 ] |
| 977     | 7 tháng 10  | Im Chang-jung | "There Has Never Been a Day I Haven't Loved You" | 6,723  | [ 215 ] |
| 978     | 14 tháng 10 | iKon          | "Goodbye Road"                                   | 8,953  | [ 216 ] |
| 979     | 21 tháng 10 | IU            | "Bbibbi"                                         | 9,341  | [ 217 ] |
| 979     | 28 tháng 10 | IU            | "Bbibbi"                                         | 9,648  | [ 218 ] |
| —       | 4 tháng 11  | IU            | "Bbibbi"                                         | 7,905  | [ 219 ] |
| 980     | 11 tháng 11 | Paul Kim      | "Me After You"                                   | 6,076  | [ 220 ] |
| —       | 18 tháng 11 | Twice         | "Yes or Yes"                                     | 10,303 | [ 221 ] |
| 981     | 25 tháng 11 | Jennie        | "Solo"                                           | 10,002 | [ 222 ] |
| 982     | 2 tháng 12  | Jennie        | "Solo"                                           | 9,719  | [ 223 ] |
| 983     | 9 tháng 12  | Mino          | "Fiancé"                                         | 9,492  | [ 224 ] |
| 984     | 16 tháng 12 | Jennie        | "Solo"                                           | 7,113  | [ 225 ] |
| —       | 23 tháng 12 | Ben           | "180 Degree"                                     | 6,360  | [ 226 ] |
| —       | 30 tháng 12 | Winner        | "Millions"                                       | 7,314  | [ 227 ] |

##### 2019
| Episode                                       | Date        | Artist               | Song                                                   | Points | Ref.    |
| --------------------------------------------- | ----------- | -------------------- | ------------------------------------------------------ | ------ | ------- |
| 985                                           | 6 tháng 1   | Winner               | "Millions"                                             | 6,453  | [ 228 ] |
| 986                                           | 13 tháng 1  | Chungha              | "Gotta Go"                                             | 8,918  | [ 229 ] |
| 987                                           | 20 tháng 1  | Apink                | "%% (Eung Eung)"                                       | 6,690  | [ 230 ] |
| 988                                           | 27 tháng 1  | GFriend              | "Sunrise"                                              | 7,594  | [ 231 ] |
| 989                                           | 3 tháng 2   | Seventeen            | "Home"                                                 | 6,696  | [ 232 ] |
| —                                             | 10 tháng 2  | Woody                | "Fire Up"                                              | 5,790  | [ 233 ] |
| 990                                           | 17 tháng 2  | Woody                | "Fire Up"                                              | 5,905  | [ 234 ] |
| 991                                           | 24 tháng 2  | Itzy                 | "Dalla Dalla"                                          | 7,749  | [ 235 ] |
| 992                                           | 3 tháng 3   | Itzy                 | "Dalla Dalla"                                          | 6,955  | [ 236 ] |
| 993                                           | 10 tháng 3  | Itzy                 | "Dalla Dalla"                                          | 6,694  | [ 237 ] |
| 994                                           | 17 tháng 3  | N.Flying             | "Rooftop"                                              | 5,657  | [ 238 ] |
| 995                                           | 24 tháng 3  | Epik High            | "Love Drunk"                                           | 7,212  | [ 239 ] |
| 996                                           | 31 tháng 3  | Mamamoo              | "Gogobebe"                                             | 7,249  | [ 240 ] |
| 997                                           | 7 tháng 4   | Taeyeon              | "Four Seasons"                                         | 7,892  | [ 241 ] |
| 998                                           | 14 tháng 4  | Chen                 | "Beautiful Goodbye"                                    | 6,007  | [ 242 ] |
| 999                                           | 21 tháng 4  | Blackpink            | "Kill This Love"                                       | 8,163  | [ 243 ] |
| 1,000                                         | 28 tháng 4  | BTS featuring Halsey | "Boy with Luv"                                         | 11,000 | [ 244 ] |
| —                                             | May 5       | Twice                | "Fancy"                                                | 9,841  | [ 245 ] |
| 1,001                                         | 12 tháng 5  | BTS featuring Halsey | "Boy with Luv"                                         | 9,679  | [ 246 ] |
| 1,002                                         | 19 tháng 5  | BTS featuring Halsey | "Boy with Luv"                                         | 8,659  | [ 247 ] |
| 1,003                                         | 26 tháng 5  | Blackpink            | "Kill This Love"                                       | 6,271  | [ 248 ] |
| 1,004                                         | 2 tháng 6   | Got7                 | "Eclipse"                                              | 5,002  | [ 249 ] |
| 1,005                                         | 9 tháng 6   | Davichi              | "Unspoken Words"                                       | 5,483  | [ 250 ] |
| 1,006                                         | 16 tháng 6  | Lee Hi               | "No One"                                               | 6,516  | [ 251 ] |
| 1,007                                         | 23 tháng 6  | Kim Na-young         | "To Be Honest"                                         | 5,953  | [ 252 ] |
| —                                             | 30 tháng 6  | Red Velvet           | "Zimzalabim"                                           | 8,012  | [ 253 ] |
| 1,008                                         | 7 tháng 7   | Chungha              | "Snapping"                                             | 8,565  | [ 254 ] |
| 1,009                                         | 14 tháng 7  | GFriend              | "Fever"                                                | 6,857  | [ 255 ] |
| 1,010                                         | 21 tháng 7  | Heize                | "We Don't Talk Together"                               | 6,068  | [ 256 ] |
| 1,011                                         | 28 tháng 7  | Ben                  | "Thank You for Goodbye"                                | 5,781  | [ 257 ] |
| 1,012                                         | 4 tháng 8   | Ben                  | "Thank You for Goodbye"                                | 5,806  | [ 258 ] |
| 1,013                                         | 11 tháng 8  | Itzy                 | "Icy"                                                  | 8,317  | [ 259 ] |
| 1,014                                         | 18 tháng 8  | Oh My Girl           | "Bungee"                                               | 6,099  | [ 260 ] |
| 1,015                                         | 25 tháng 8  | Itzy                 | "Icy"                                                  | 5,905  | [ 261 ] |
| 1,016                                         | 1 tháng 9   | Red Velvet           | "Umpah Umpah"                                          | 8,317  | [ 262 ] |
| 1,017                                         | 8 tháng 9   | X1                   | "Flash"                                                | 6,628  | [ 263 ] |
| —                                             | 15 tháng 9  | X1                   | "Flash"                                                | 6,771  | [ 264 ] |
| 1,018                                         | 22 tháng 9  | Bolbbalgan4          | "Workaholic"                                           | 6,597  | [ 265 ] |
| 1,019                                         | 29 tháng 9  | Bolbbalgan4          | "Workaholic"                                           | 6,281  | [ 266 ] |
| 1,020                                         | 6 tháng 10  | Twice                | "Feel Special"                                         | 8,182  | [ 267 ] |
| —                                             | 13 tháng 10 | Twice                | "Feel Special"                                         | 6,505  | [ 268 ] |
| 1,021                                         | 20 tháng 10 | AKMU                 | "How Can I Love the Heartbreak, You're the One I Love" | 6,166  | [ 269 ] |
| —                                             | 27 tháng 10 | AKMU                 | "How Can I Love the Heartbreak, You're the One I Love" | 6,234  | [ 270 ] |
| 1,022                                         | 3 tháng 11  | NU'EST               | "Love Me"                                              | 6,024  | [ 271 ] |
| 1,023                                         | 10 tháng 11 | Taeyeon              | "Spark"                                                | 9,782  | [ 272 ] |
| 1,024                                         | 17 tháng 11 | IU                   | "Love Poem"                                            | 6,099  | [ 273 ] |
| 1,025                                         | 24 tháng 11 | Mamamoo              | "Hip"                                                  | 6,879  | [ 274 ] |
| 1,026                                         | 1 tháng 12  | IU                   | "Blueming"                                             | 9,703  | [ 275 ] |
| 1,027                                         | 8 tháng 12  | IU                   | "Blueming"                                             | 6,521  | [ 276 ] |
| 1,028                                         | 15 tháng 12 | IU                   | "Blueming"                                             | 7,040  | [ 277 ] |
| —                                             | 22 tháng 12 | Mamamoo              | "Hip"                                                  | 6,231  | [ 278 ] |
| —                                             | 29 tháng 12 | Mamamoo              | "Hip"                                                  | 6,330  | [ 279 ] |
| "—" denotes an episode did not air that week. |             |                      |                                                        |        |         |

##### 2020
| Số tập | Ngày         | Nghệ sĩ                  | Bài hát                    | Điểm   |
| ------ | ------------ | ------------------------ | -------------------------- | ------ |
| 1,029  | January 5    | Red Velvet               | "Psycho"                   | 10,028 |
| 1,030  | January 12   | Red Velvet               | "Psycho"                   | 8,992  |
| 1,031  | January 19   | Red Velvet               | "Psycho"                   | 7,644  |
| —      | January 26   | Zico                     | "Any Song"                 | 7,038  |
| 1,032  | February 2   | Zico                     | "Any Song"                 | 9,033  |
| 1,033  | February 9   | Zico                     | "Any Song"                 | 8,464  |
| 1,034  | February 16  | GFriend                  | "Crossroads"               | 5,999  |
| 1,035  | February 23  | Noel                     | "Late Night"               | 5,864  |
| 1,036  | March 1      | BTS                      | "On"                       | 7,393  |
| 1,037  | March 8      | BTS                      | "On"                       | 10,627 |
| 1,038  | March 15     | BTS                      | "On"                       | 9,682  |
| 1,039  | March 22     | Itzy                     | "Wannabe"                  | 10,108 |
| 1,040  | March 29     | Itzy                     | "Wannabe"                  | 9,315  |
| 1,041  | April 5      | Itzy                     | "Wannabe"                  | 7,752  |
| 1,042  | April 12     | Suho                     | "Let's Love"               | 5,707  |
| 1,043  | April 19     | (G)I-dle                 | "Oh My God"                | 8,332  |
| 1,044  | April 26     | Apink                    | "Dumhdurum"                | 9,103  |
| 1,045  | May 3        | Apink                    | "Dumhdurum"                | 6,553  |
| 1,046  | May 10       | Oh My Girl               | "Nonstop"                  | 9,737  |
| 1,047  | May 17       | IU                       | "Eight"                    | 8,853  |
| 1,048  | May 24       | IU                       | "Eight"                    | 8,834  |
| 1,049  | May 31       | IU                       | "Eight"                    | 7,588  |
| 1,050  | June 7       | Baekhyun                 | "Candy"                    | 7,767  |
| 1,051  | June 14      | Twice                    | "More & More"              | 10,558 |
| 1,052  | June 21      | Twice                    | "More & More"              | 9,309  |
| 1,053  | June 28      | Iz*One                   | "Secret Story of the Swan" | 6,911  |
| 1,054  | July 5       | Blackpink                | "How You Like That"        | 6,027  |
| 1,055  | July 12      | Blackpink                | "How You Like That"        | 8,973  |
| 1,056  | July 19      | Blackpink                | "How You Like That"        | 8,929  |
| 1,057  | July 26      | Hwasa                    | "María"                    | 6,936  |
| 1,058  | August 2     | Hwasa                    | "María"                    | 7,889  |
| 1,059  | August 9     | Hwasa                    | "María"                    | 8,045  |
| 1,060  | August 16    | (G)I-dle                 | "Dumdi Dumdi"              | 7,143  |
| 1,061  | August 23    | (G)I-dle                 | "Dumdi Dumdi"              | 7,007  |
| 1,062  | August 30    | BTS                      | "Dynamite"                 | 6,397  |
| 1,063  | September 6  | BTS                      | "Dynamite"                 | 8,935  |
| 1,064  | September 13 | BTS                      | "Dynamite"                 | 8,626  |
| 1,065  | September 20 | Blackpink & Selena Gomez | ''Ice Cream"               | 6,484  |
| 1,066  | 27 tháng 9   | Blackpink & Selena Gomez | ''Ice Cream"               | 6,428  |
| —      | 4 tháng 10   | Blackpink & Selena Gomez | ''Ice Cream"               | 6,267  |
|        | 11 tháng 10  | Blackpink                | "Lovesick Girls"           | 6,376  |
|        | 18 tháng 10  | Blackpink                | "Lovesick Girls"           | 10,239 |
|        | 25 tháng 10  | Blackpink                | "Lovesick Girls"           | 7,532  |
|        | 1 tháng 11   | Seventeen                | "Home;Run"                 | 6,889  |
|        | 8 tháng 11   | Twice                    | "I Can't Stop Me"          | 7,460  |
|        | 15 tháng 11  | Twice                    | "I Can't Stop Me"          | 6,965  |
|        | 22 tháng 11  | Taemin                   | "Idea"                     | 5,911  |

## Người dẫn chương trình
| Thời gian                                   | Người dẫn chương trình      |
| ------------------------------------------- | --------------------------- |
| 15 tháng 12 năm 1991 – 29 tháng 12 năm 1992 | Seo Sae-won                 |
| 2 tháng 5 - 20 tháng 6 năm 1993             | Bae Chul-su, Kim Hee-sun    |
| 1 tháng 3 - 24 tháng 5 năm 1998             | Kim Seung-hyun, Jun Ji-hyun |
| 28 tháng 6 - 29 tháng 11 năm 1998           | Lee Dong-gun, Kim Kyu-ri    |
| 6 tháng 12 năm 1998 – 16 tháng 4 năm 2000   | Kim Jin, Kim So-yeon        |
| 23 tháng 4 - 31 tháng 12 năm 2000           | Ahn Jae-mo, Kim Min-hee     |
| 7 tháng 1 – 9 tháng 3 năm 2001              | Ahn Jae-mo, Son Tae-young   |
| 18 tháng 3 - 29 tháng 7 năm 2001            | Song Chang-hwan, So Yu-jin  |
| 5 tháng 8 năm 2001 - 13 tháng 1 năm 2002    | Lee Jong-su, So Yu-jin      |
| 20 tháng 1 - 18 tháng 8 năm 2002            | Kim Jae-won, Kim Jung-hwa   |
| 25 tháng 8 năm 2002 – 2 tháng 2 năm 2003    | Kim Jung-hun, Kim Jung-hwa  |
| 9 tháng 2 - 24 tháng 8 năm 2003             | Kangta, Yu-min              |
| 7 tháng 9 năm 2003 - 24 tháng 10 năm 2004   | Kim Dong-wan, Park Han-byul |
| 31 tháng 10 năm 2004 - 5 tháng 6 năm 2005   | Kim Dong-wan, Han Ye-seul   |
| 12 tháng 6 - 23 tháng 10 năm 2005           | Andy, Park Hye-won          |
| 20 tháng 11 năm 2005 – 16 tháng 4 năm 2006  | Andy, Han Hyo-joo           |
| 23 tháng 4 năm 2006 – 18 tháng 2 năm 2007   | Gu Hye-sun, Kim Hee-chul    |

| Thời gian                                  | Người dẫn chương trình                                           |
| ------------------------------------------ | ---------------------------------------------------------------- |
| 25 tháng 2 - 7 tháng 10 năm 2007           | Jang Geun-suk, Kim Hee-chul                                      |
| 11 tháng 11 năm 2007 – 4 tháng 5 năm 2008  | Kim Hee-chul, Song Ji-hyo                                        |
| 11 tháng 5 - 30 tháng 11 năm 2008          | Eun Ji-won, Heo Yi-jae                                           |
| 18 tháng 12 năm 2008 - 19 tháng 7 năm 2009 | Eun Ji-won, Yu Seul-ah, Lee Hong-ki                              |
| 26 tháng 6 năm 2009 - 24 tháng 1 năm 2010  | Ha Yeon-joo, Taecyeon, Jang Wooyoung                             |
| 7 tháng 2 - 11 tháng 7 năm 2010            | Taecyeon, Jang Wooyoung, Choi Sulli                              |
| 18 tháng 7 năm 2010 - 13 tháng 3 năm 2011  | Jung Yong-hwa, Choi Sulli, Jo Kwon                               |
| 20 tháng 3 - 13 tháng 11 năm 2011          | Jo Kwon, Choi Sulli, Lee Gi-kwang, IU                            |
| 20 tháng 11 năm 2011 - 27 tháng 5 năm 2012 | Goo Ha-ra, IU, Nicole                                            |
| 3 tháng 6 - 19 tháng 8 năm 2012            | Goo Ha-ra, Lee Jong-suk, Nicole                                  |
| 26 tháng 8 – 2 tháng 12 năm 2012           | IU, Lee Jong-suk                                                 |
| 16 tháng 12 năm 2012 – 28 tháng 7 năm 2013 | IU, Hwang Kwang-hee, Lee Hyun-woo                                |
| 4 tháng 8 năm 2013 - 22 tháng 12           | Hwang Kwang-hee, Lee Hyun-woo, Minah                             |
| 16 tháng 2 - 20 tháng 12 năm 2014          | Hwang Kwang Hee, Suho, Baekhyun, Lee Yoobin                      |
| 28 tháng 12 năm 2014 - 5 tháng 4 năm 2015  | Hwang Kwang-hee, Kim Yoo-jung, Hong Jong-hyun                    |
| 12 tháng 4 năm 2015 - 30 tháng 8 năm 2015  | Kim Yoo-jung, Hong Jong-hyun, Jackson Wang                       |
| 6 tháng 9 năm 2015                         | Kim Yoo-jung, Jackson Wang                                       |
| 13 tháng 9 năm 2015 - 3 tháng 4 năm 2016   | Kim Yoo-jung, Jackson Wang, Yook Sung-jae                        |
| 10 tháng 4 năm 2016 - 29 tháng 5 năm 2016  | Jackson Wang, Yook Sung-jae                                      |
| 3 tháng 7 năm 2016 - 22 tháng 1 năm 2017   | Gong Seung-yeon, Yoo Jeong-yeon, Kim Min-seok                    |
| 5 tháng 2 măn 2017 - 4 tháng 2 năm 2018    | Park Jin-young, Jisoo, Kim Do-young                              |
| 18 tháng 2 năm 2018 - 28 tháng 10 năm 2018 | Mingyu, Jung Chae-yeon, Song Kang                                |
| 11 tháng 11 năm 2018 - 3 tháng 2 năm 2019  | Mingyu, Jung Chae-yeon                                           |
| 17 tháng 2 năm 2019 - 6 tháng 10 năm 2019  | Mingyu, Shin Eun-soo                                             |
| 20 tháng 10 năm 2019 - 28 tháng 2 năm 2021 | Minhyuk(Monstar X), Jaehyun(NCT), Lee Na-eun                     |
| 7 tháng 3 năm 2021 - 27 tháng 3 năm 2022   | Park Jihoon(Treasure), Sungchan(NCT (nhóm nhạc)), Ahn Yujin(IVE) |
| 3 tháng 4 năm 2022 - nay                   | Yeonjun(Tomorrow X Together), Seo Beom-june, Roh Jeong-eui       |

## Kỷ lục
| Rank | Artist            | Count |
| ---- | ----------------- | ----- |
| 1st  | Big Bang          | 30    |
| 1st  | Twice             | 30    |
| 3rd  | IU                | 28    |
| 4th  | Girls' Generation | 27    |
| 5th  | g.o.d             | 25    |
| 6th  | Shinhwa           | 24    |
| 7th  | Yoo Seung-jun     | 21    |
| 8th  | TVXQ              | 20    |
| 9th  | Super Junior      | 18    |
| 9th  | BTS               | 18    |
| 11th | BoA               | 17    |
| 11th | 2NE1              | 17    |
| 11th | Shinee            | 17    |
| 11th | Exo               | 17    |
| 11th | Red Velvet        | 17    |

| Rank | Artist            | Count |
| ---- | ----------------- | ----- |
| 1st  | Big Bang          | 8 bài |
| 1st  | Twice             | 8 bài |
| 3rd  | g.o.d             | 6 bài |
| 3rd  | IU                | 6 bài |
| 5th  | TVXQ              | 5 bài |
| 5th  | Girls' Generation | 5 bài |
| 5th  | BTS               | 5 bài |
| 8th  | BoA               | 4 bài |
| 8th  | Super Junior      | 4 bài |
| 10th | Fin.K.L           | 3 bài |
| 10th | SG Wannabe        | 3 bài |
| 10th | Rain              | 3 bài |
| 10th | Wonder Girls      | 3 bài |
| 10th | Blackpink         | 3 bài |

| Rank | Artist            | Song                    | Score  | Date       |
| ---- | ----------------- | ----------------------- | ------ | ---------- |
| 1st  | SEVENTEEN         | "Super"                 | 13,059 | 2023/05/05 |
| 2nd  | Trouble Maker     | "Now"                   | 11,000 | 2013/11/10 |
| 2nd  | Beast             | "Good Luck              | 11,000 | 2014/06/29 |
| 2nd  | Big Bang          | "Let's Not Fall In Love | 11,000 | 2015/08/23 |
| 2nd  | Exo               | "Monster                | 11,000 | 2016/06/19 |
| 2nd  | BTS               | "Boy with Luv"          | 11,000 | 2019/04/28 |
| 7th  | Girls' Generation | "Mr.Mr."                | 10,974 | 2014/03/09 |
| 8th  | BTS               | "Fake Love"             | 10,918 | 2018/06/03 |
| 9th  | Big Bang          | "Loser"                 | 10,909 | 2015/05/10 |
| 10th | Shinee            | "View"                  | 10,850 | 2015/06/07 |

## Chương trình liên quan
- MBC Show! Music Core
- KBS Music Bank
- Mnet M! Countdown
- Arirang TV Pops in Seoul
- Arirang TV Simply K-Pop
- JTBC Music on Top
- MBC Music Show Champion
- SBS MTV The Show